# Biserica Adormirea Maicii Domnului din Laz

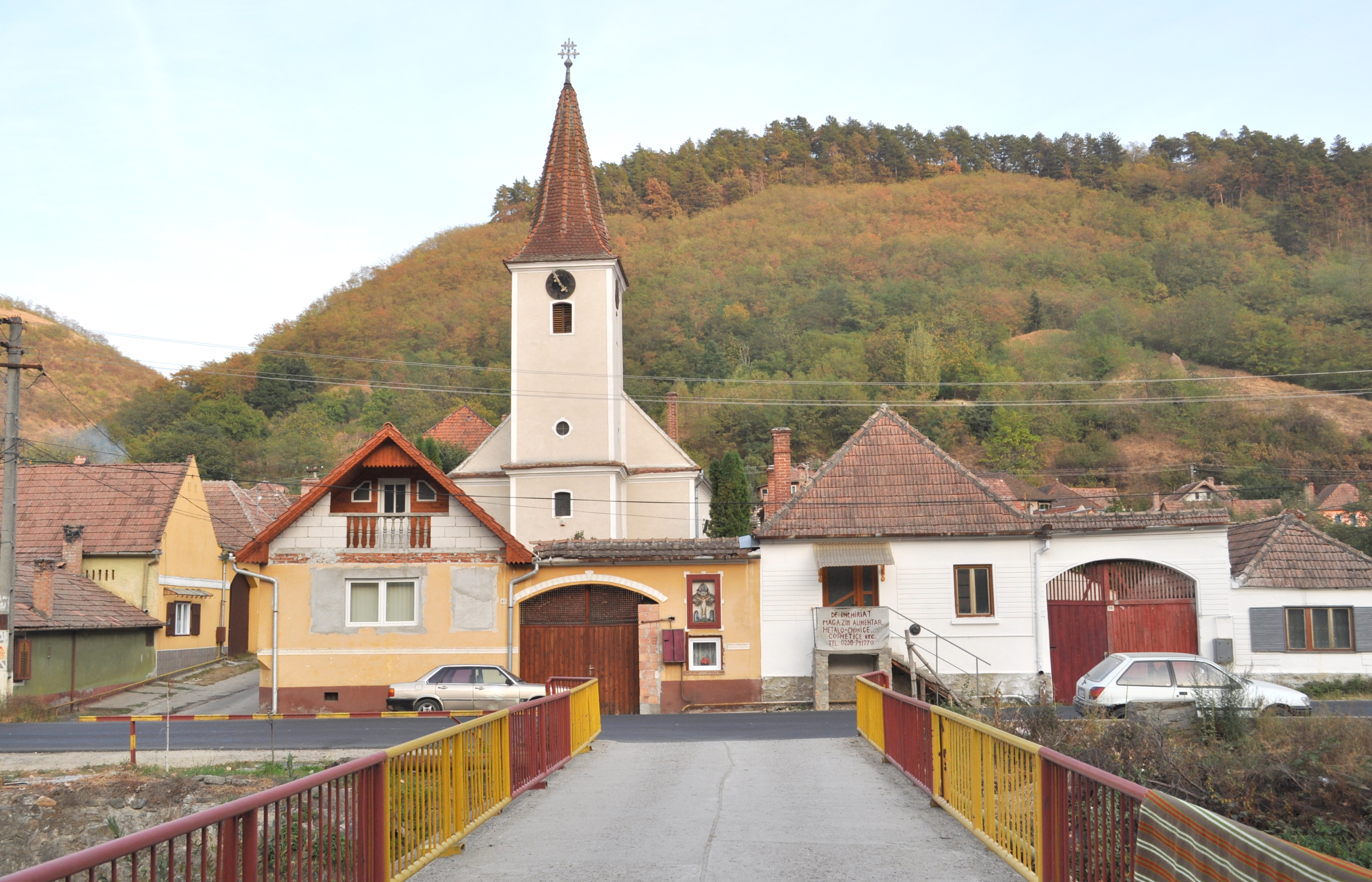
Biserica ,,Adormirea Maicii Domnului” din Laz

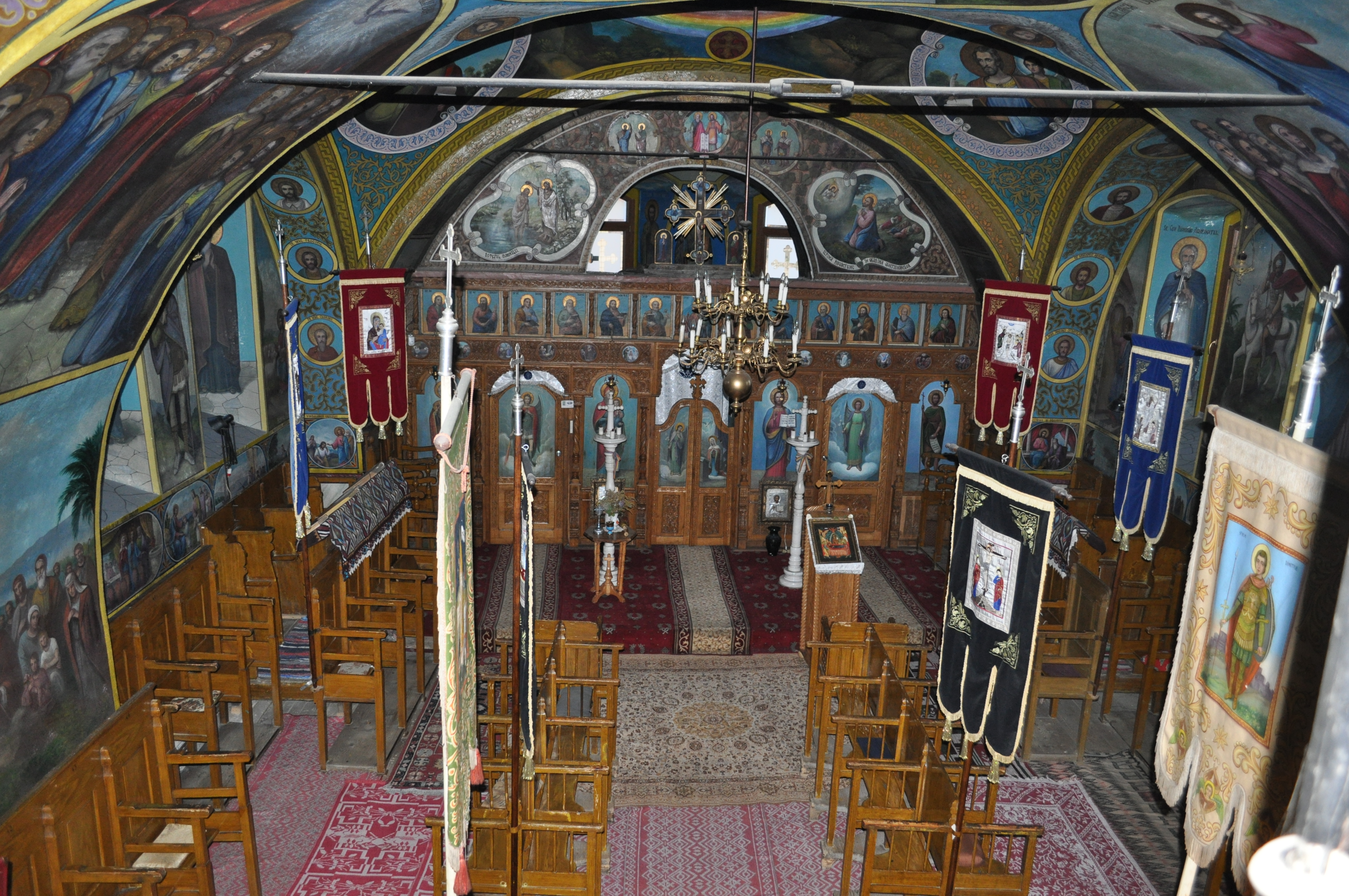
Nava spre iconostas

Biserica „Adormirea Maicii Domnului din Laz” este una dintre cele mai vechi biserici de pe valea Sebeșului și locul unde s-au format numeroși pictori iconari aparținând renumitei școli de pictură din Laz.

## Istoric și trăsături
Vechea biserică exista în cimitirul parohial și era construită din lemn. La începutul secolului al XIX-lea clădirea lăcașului de închinare era într-o stare precară, după mărturisirea scrisă a Pr.Ioan Breazu (senior) aceasta ,,era foarte slabă și huluită, cât debe stă in loc fiind de toate părțile rezimată”.
Noua clădire a sfântului lăcaș a fost ridicată în mijlocul satului între anii 1830-1836 din piatră și cărămidă, prin osteneala și jertfelnicia preotului Ioan Breazu (senior) și a lăzorenilor, în condiții deosebit de grele (în sat neexistând nici măcar un car). Hramul bisericii este ,,Adormirea Maicii Domnului” și a fost târnosită de episcopul Vasile Moga în anul 1838. Zidul masiv al clădirii (grosimea peste un metru) sprijină cele două cupole ale naosului și pronaosului prin arce transversale și longitudinale. (Lungimea bisericii = 24 m; lățimea = 10 m; înălțimea = 24 m). Arhitectura este în formă de navă, iar pictura este realizată parțial în 1842-1856 de Ioan Morariu din Laz în timpul păstoririi Pr.Ioan Breazu (junior), continuată mai târziu de pictorul Hințescu. Reparații curente au intervenit (păstrându-se intactă vechea pictură de pe zidul iconostasului și de pe arcada învecinată).
Biserica a fost resfințită la data de 23 iulie 1995 de către I.P.S Arhiepiscop Andrei al Alba Iuliei.
Preoți slujitori ai bisericii din Laz:
	Pr.Ion Renghe (a doua jumătate a sec. XVIII)
	Pr.Irimie Breazu (hirotonit 1795) paroh între 1815-1829
	Pr.Avram Aloman din Săsciori, girează 1829-1830
	Pr.Popa Constantin din Săsciori, girează între 29 febr. 1830 și aprilie 1830
	Pr.Ioan Breazu (senior) 1794-1854
	Pr.Ioan Breazu (junior)
	Pr.Pavel Gotia (preot în Laz 1869-1888)
	Pr.Vasile Dobre girează cu intermitențe sept.1888-1890
	Pr.Ioan Frâncu preot în Laz 1890-1904
	Pr.Ioan Mihu (1844-1917) preot în Laz din 1 iulie 1905 până în 1917
	Pr.Partenie Colhon (1890-1958) preot în Laz din 1917-1958
	Pr.Toma Vulcu (1922-1991) preot în Laz din 1958-1965
	Pr.Gheorghe Perian (1913-1983) preot în Laz din 1965-1978
	Pr.Ilie Haida (1953- ) preot în Laz din 1978

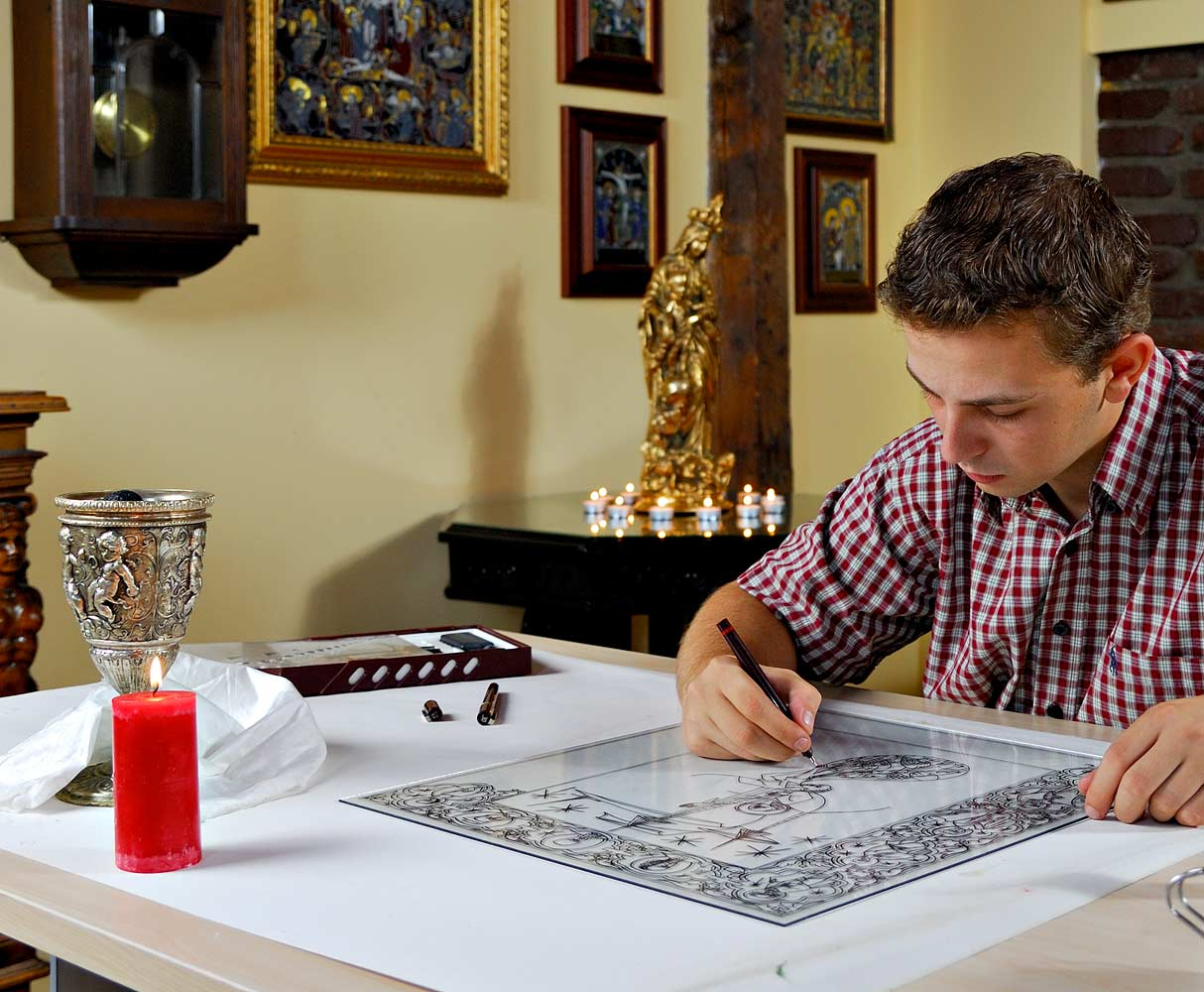
Pictor iconar la lucru

Pictori de icoane pe sticlă și lemn din Laz:
Despre Ion Zugravu nu se știe exact dacă era din Laz, dar începând cu el se
cunosc primele icoane pictate în zonă (atesta pe o icoană din lemn, a lui Iisus Hristos, 1740, 8 fevruariu).
Familia Poienaru:
Savu Poienaru 1777 – 1829
Simion Poienariu 1802 – 1872
Toma Poienariu 1835 – 1874 
Ioan Poienariu 1837 – 1898 
Ilie Poienariu I 1840 – 1917
Aron Poienariu 1862 – 1921 
Partenie Poienariu 1871 – 1921
Ilie Poienariu II 1883 – 1978
Maria Poienariu 1923
Familia Zamfir:
Pavel Zamfir 1846 – 1918 
Savu Zamfir 1902 – 1938 i
Ioan Morar 1815 – 1890 
Aurel Rodian 1884 – 1938 

## Imagini

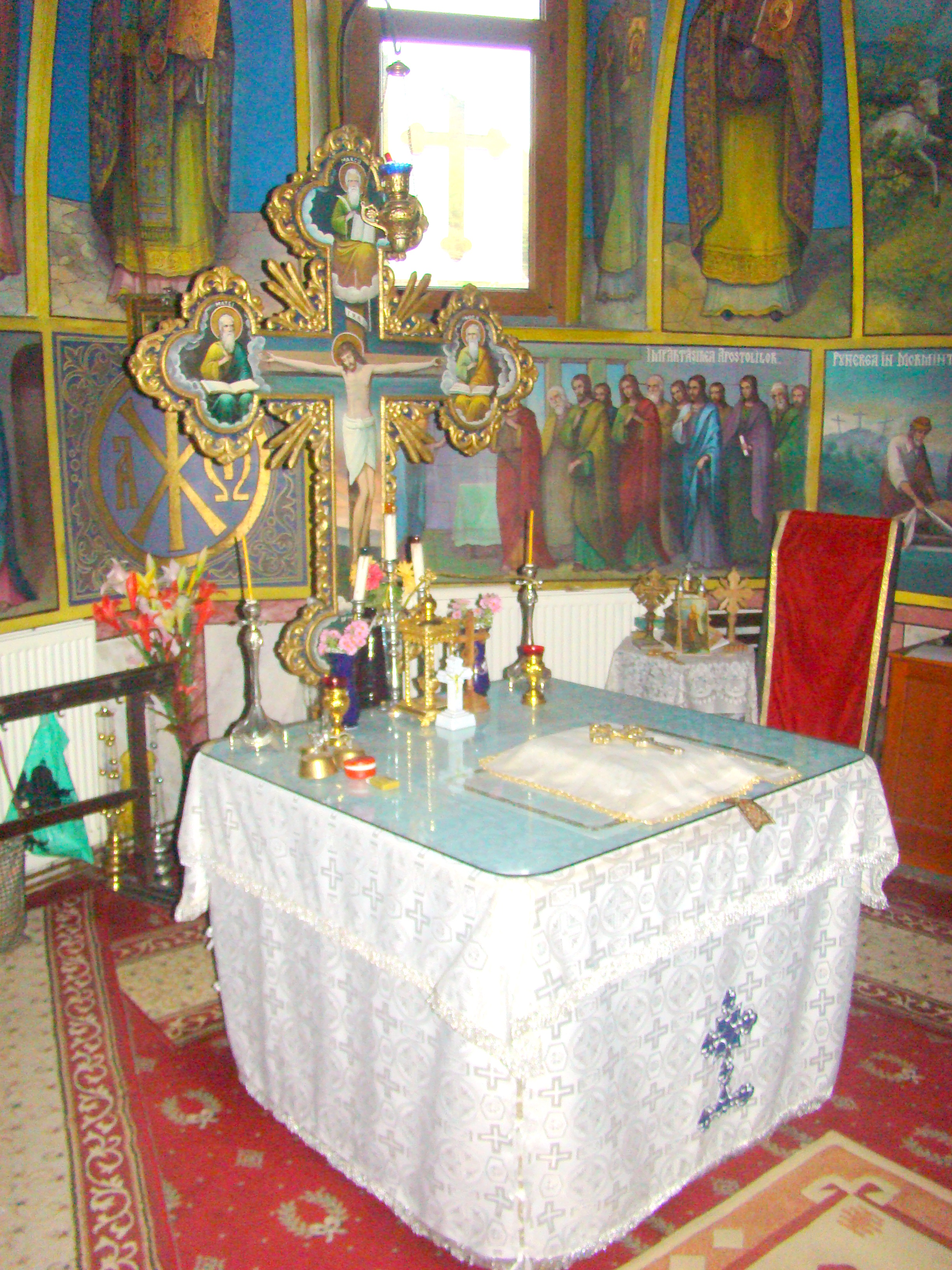
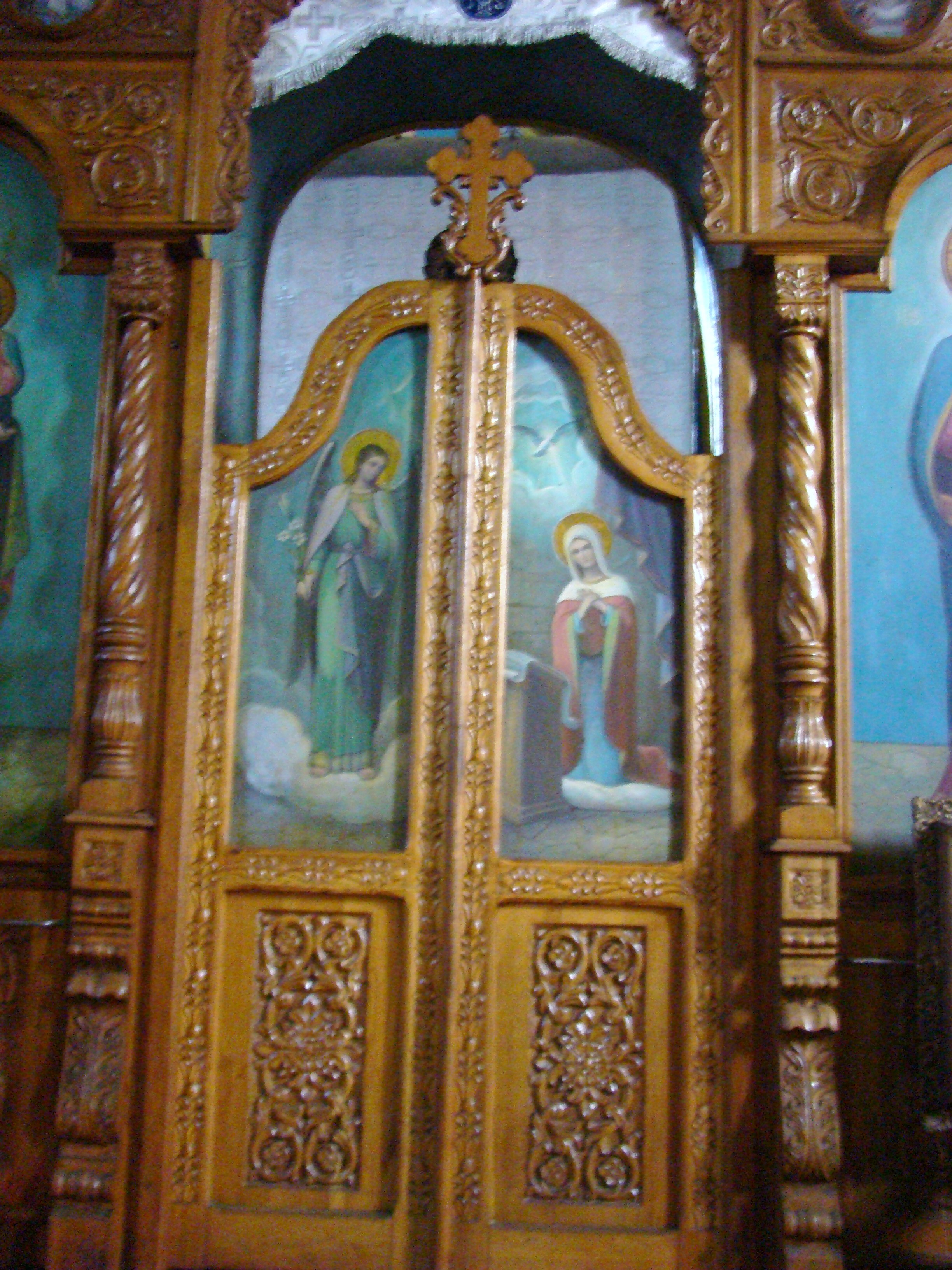
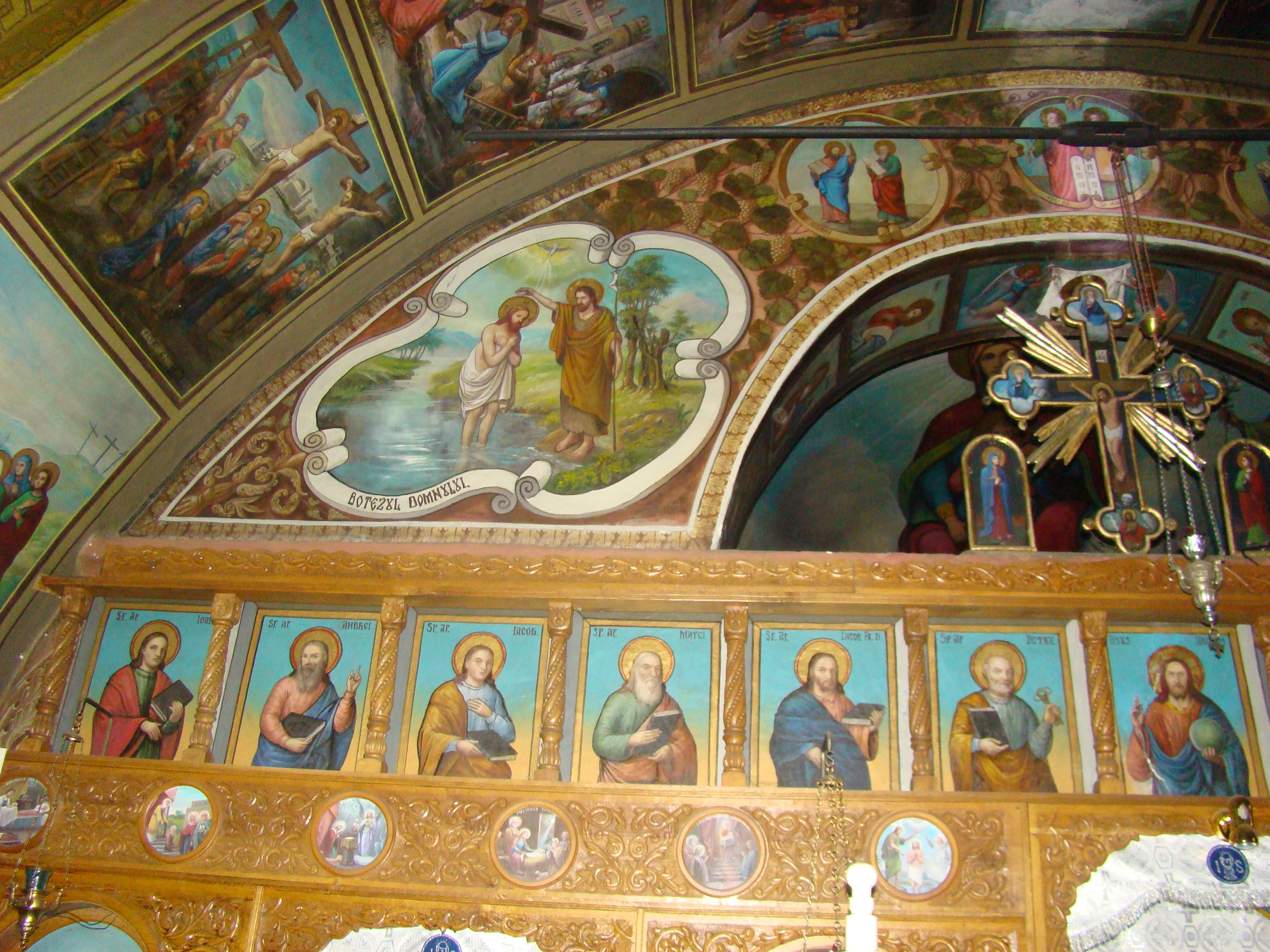
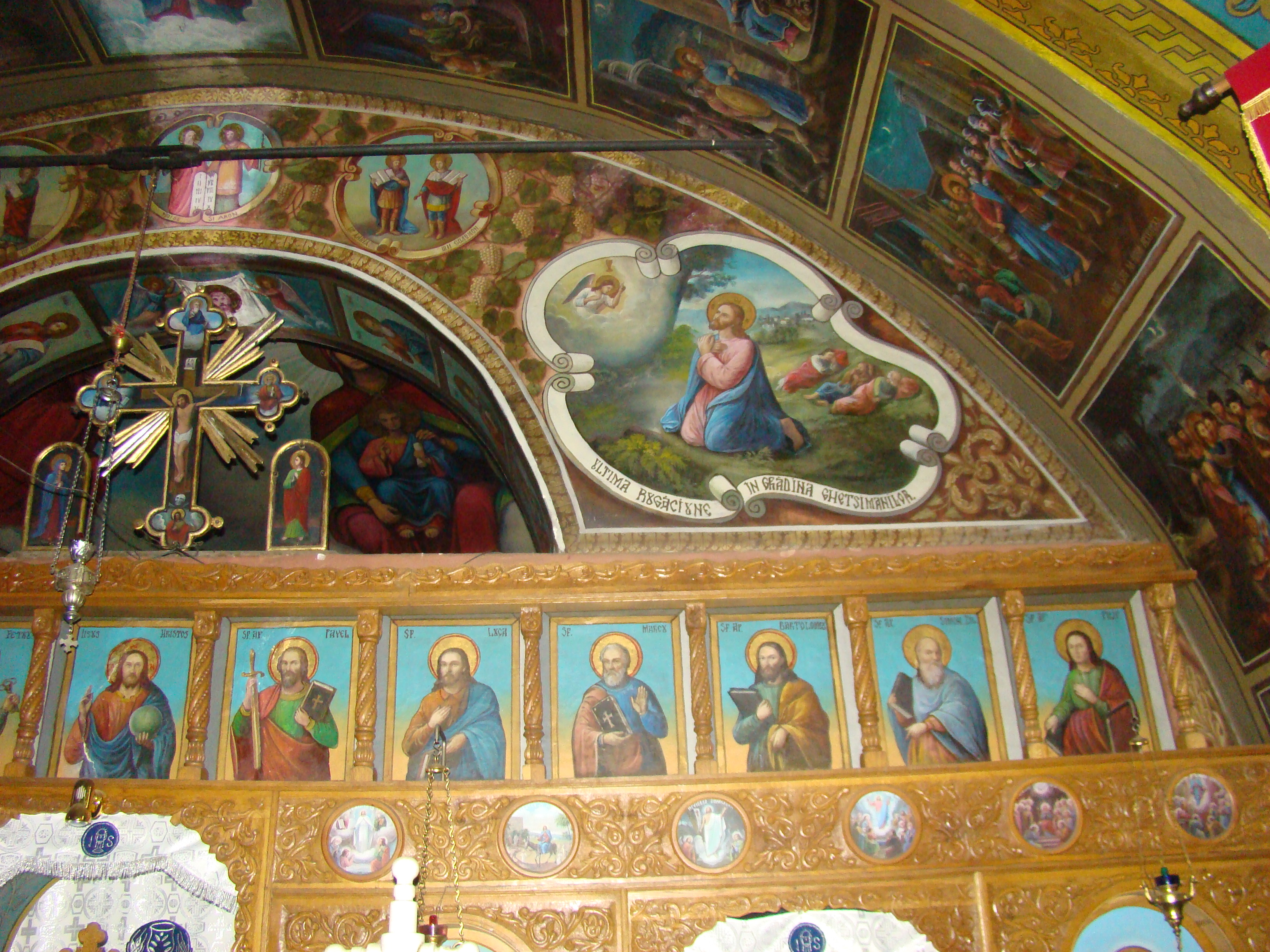
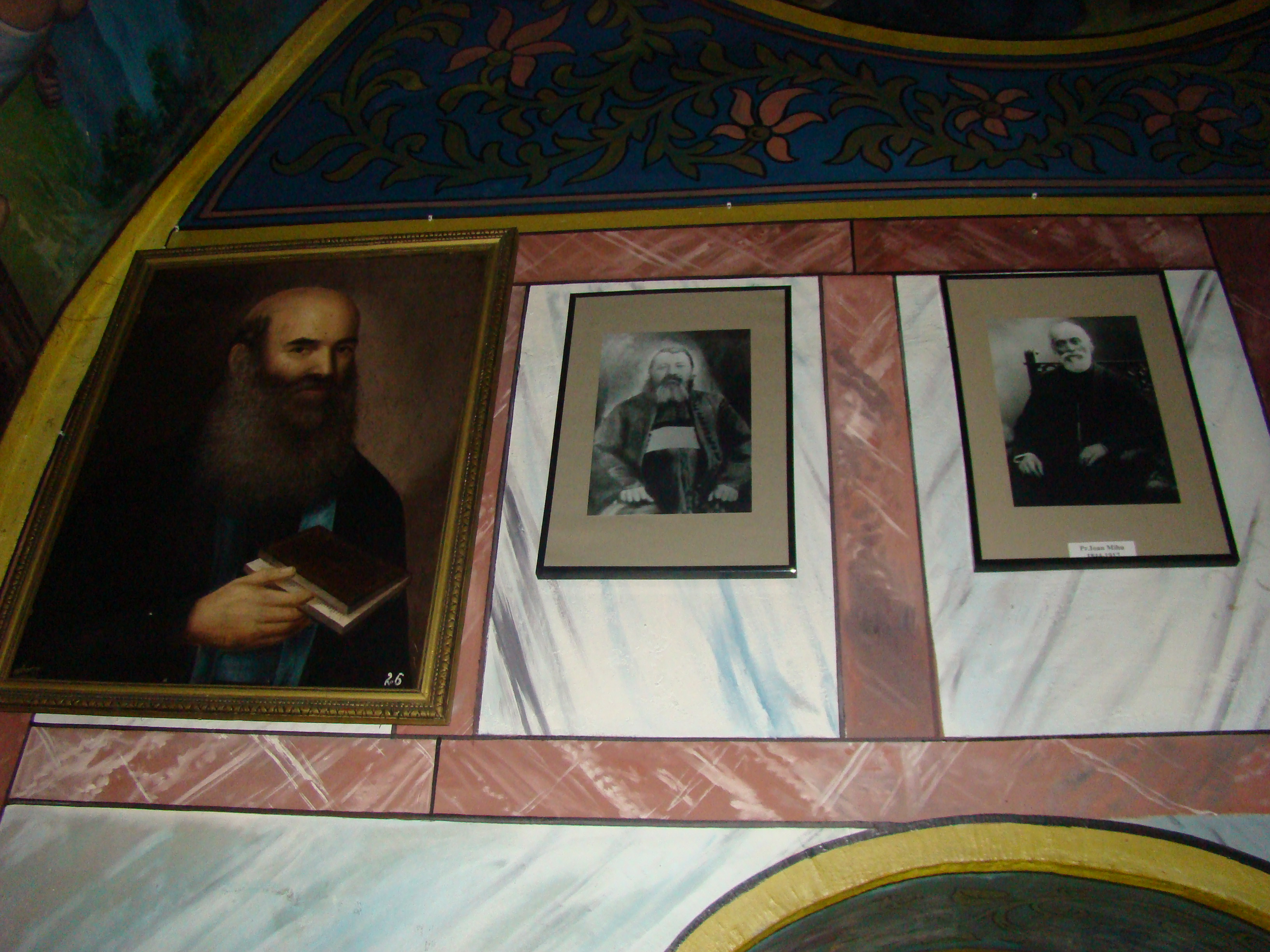
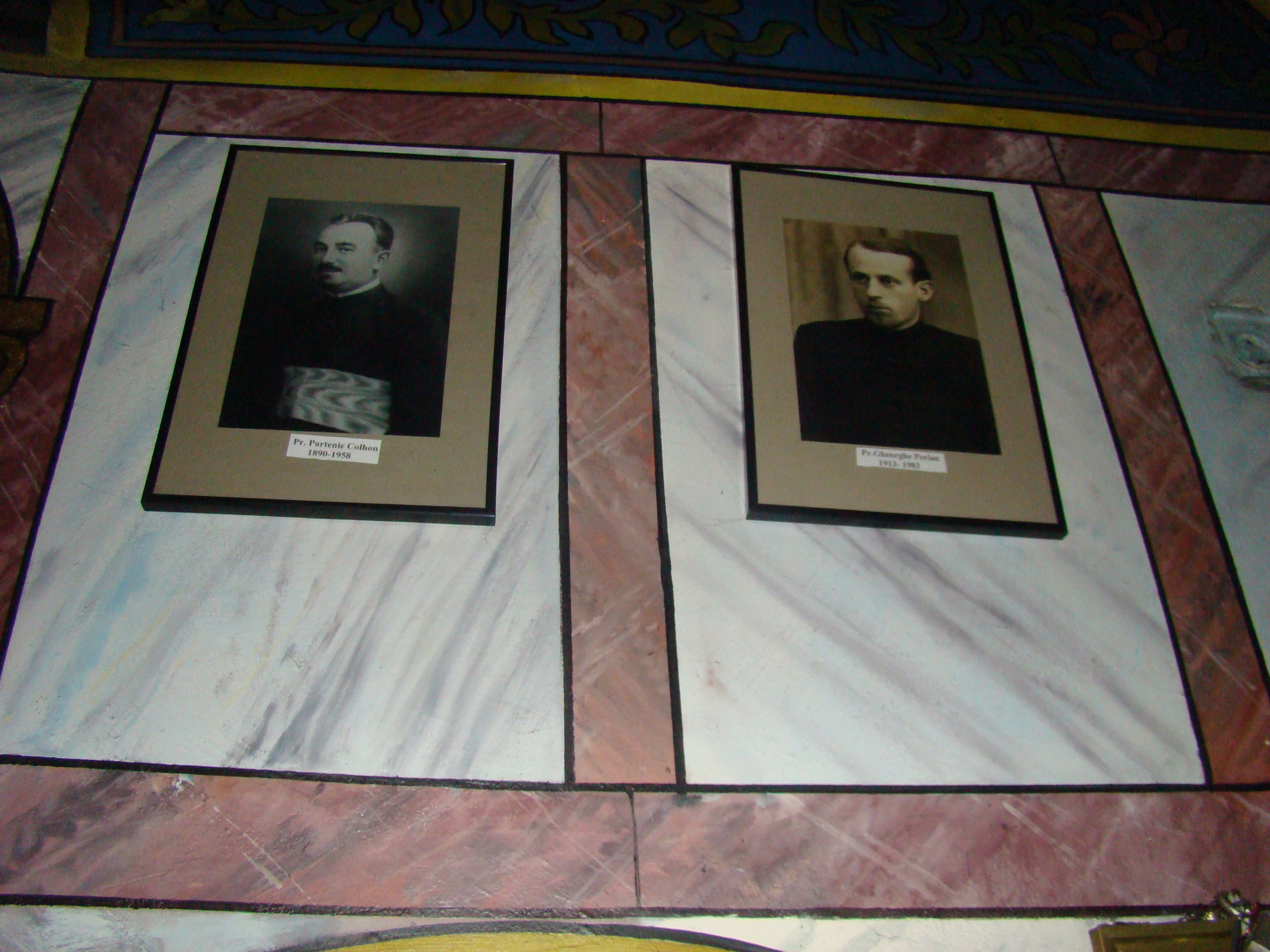
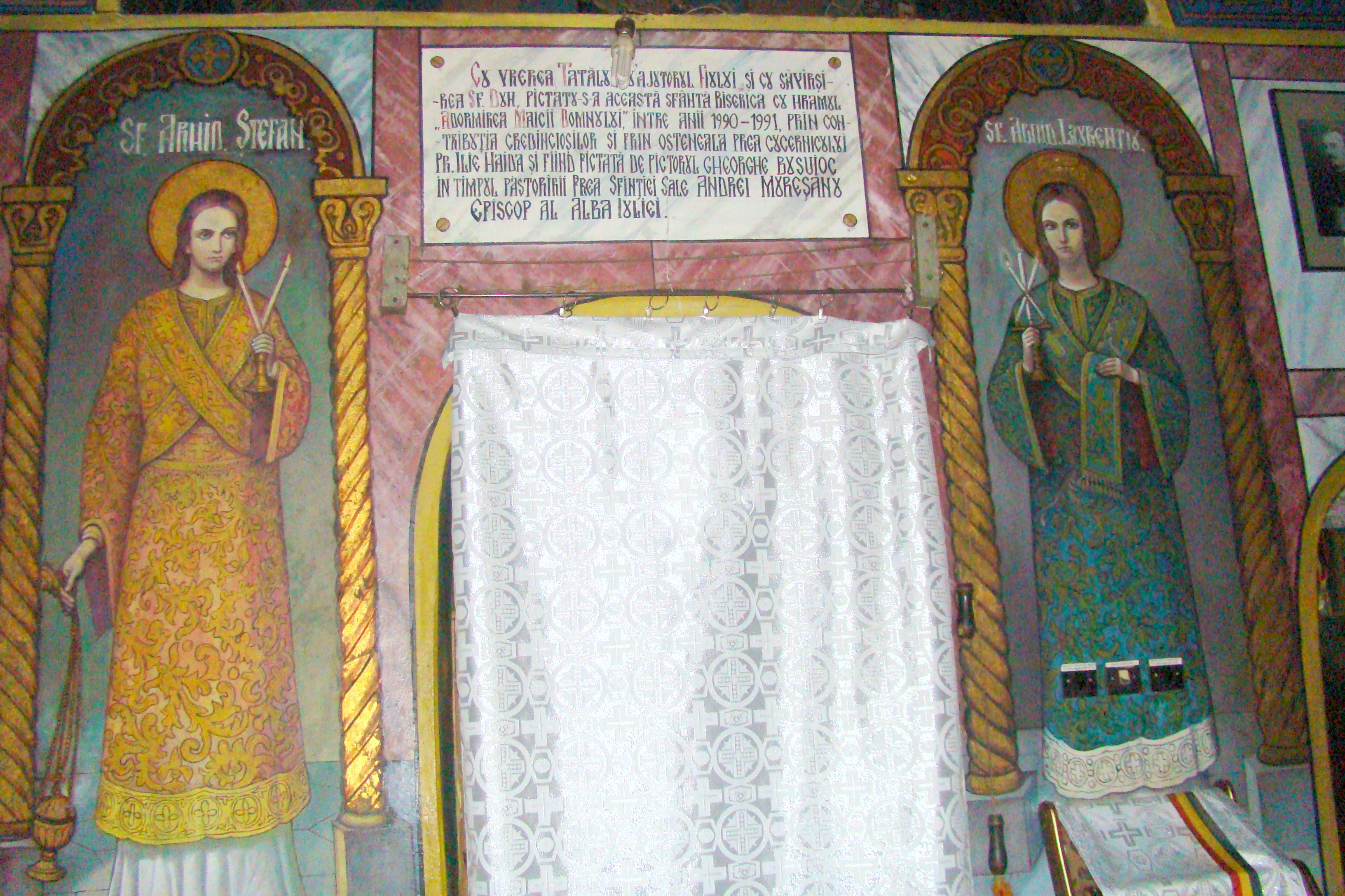
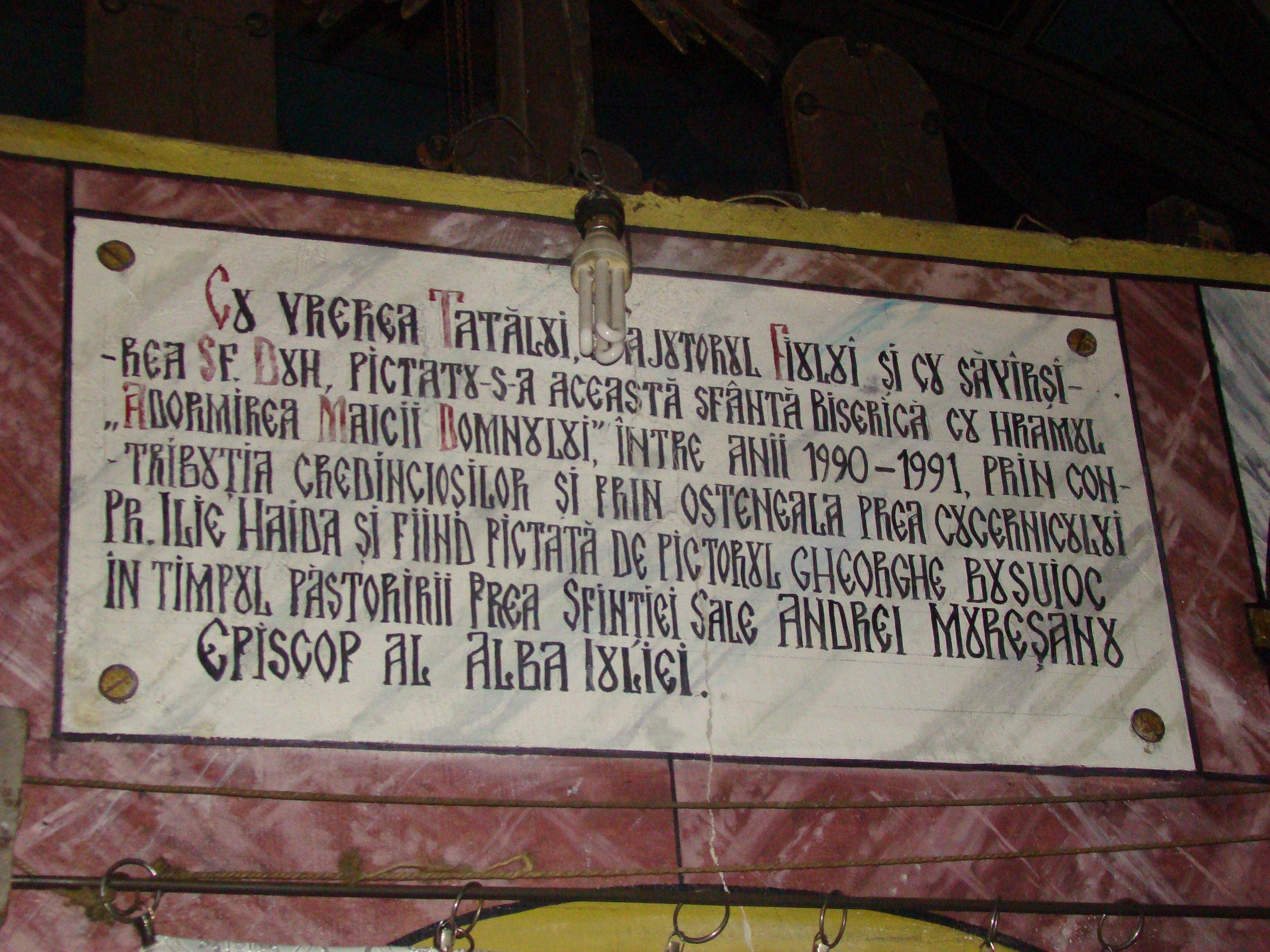
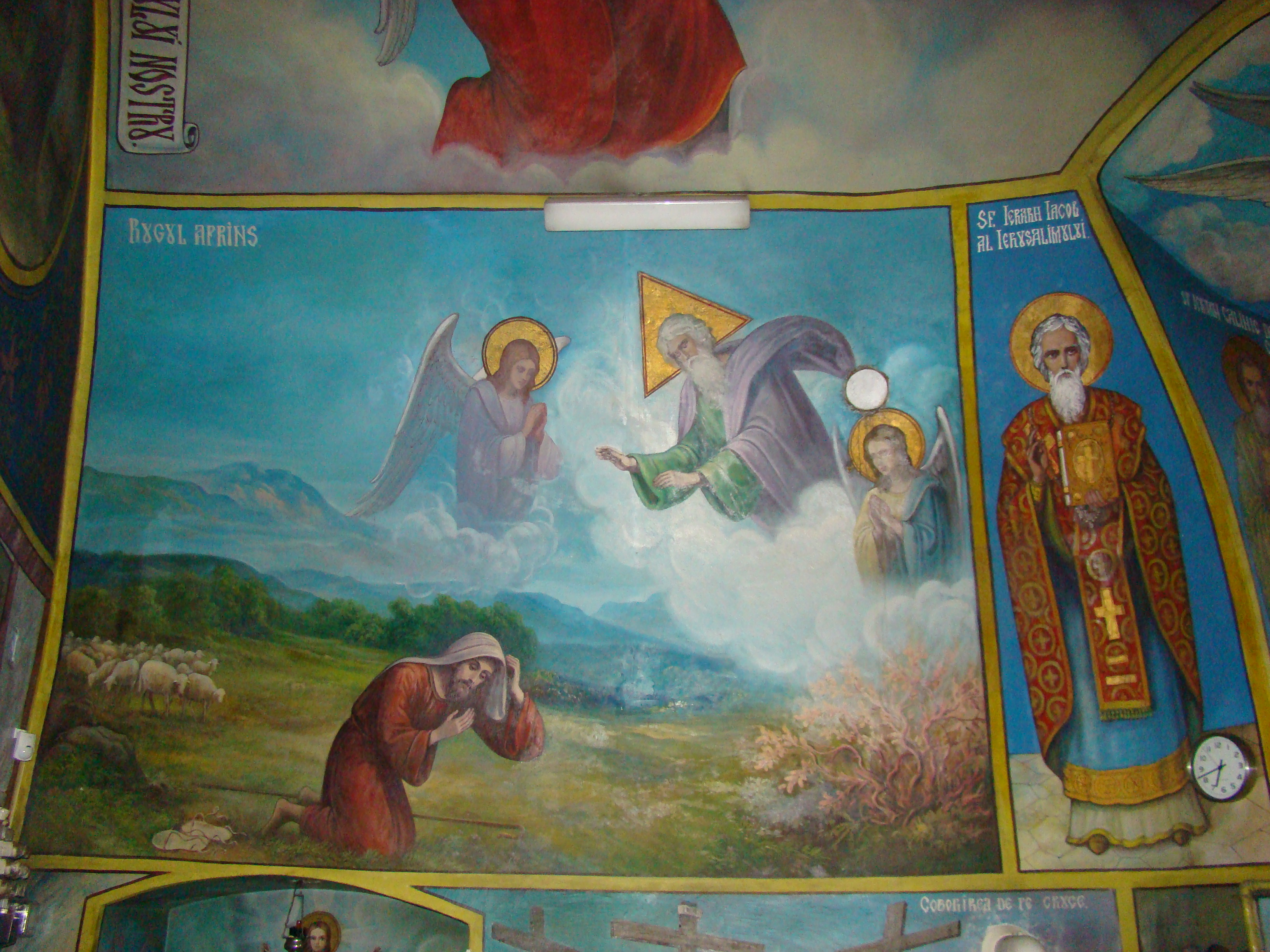
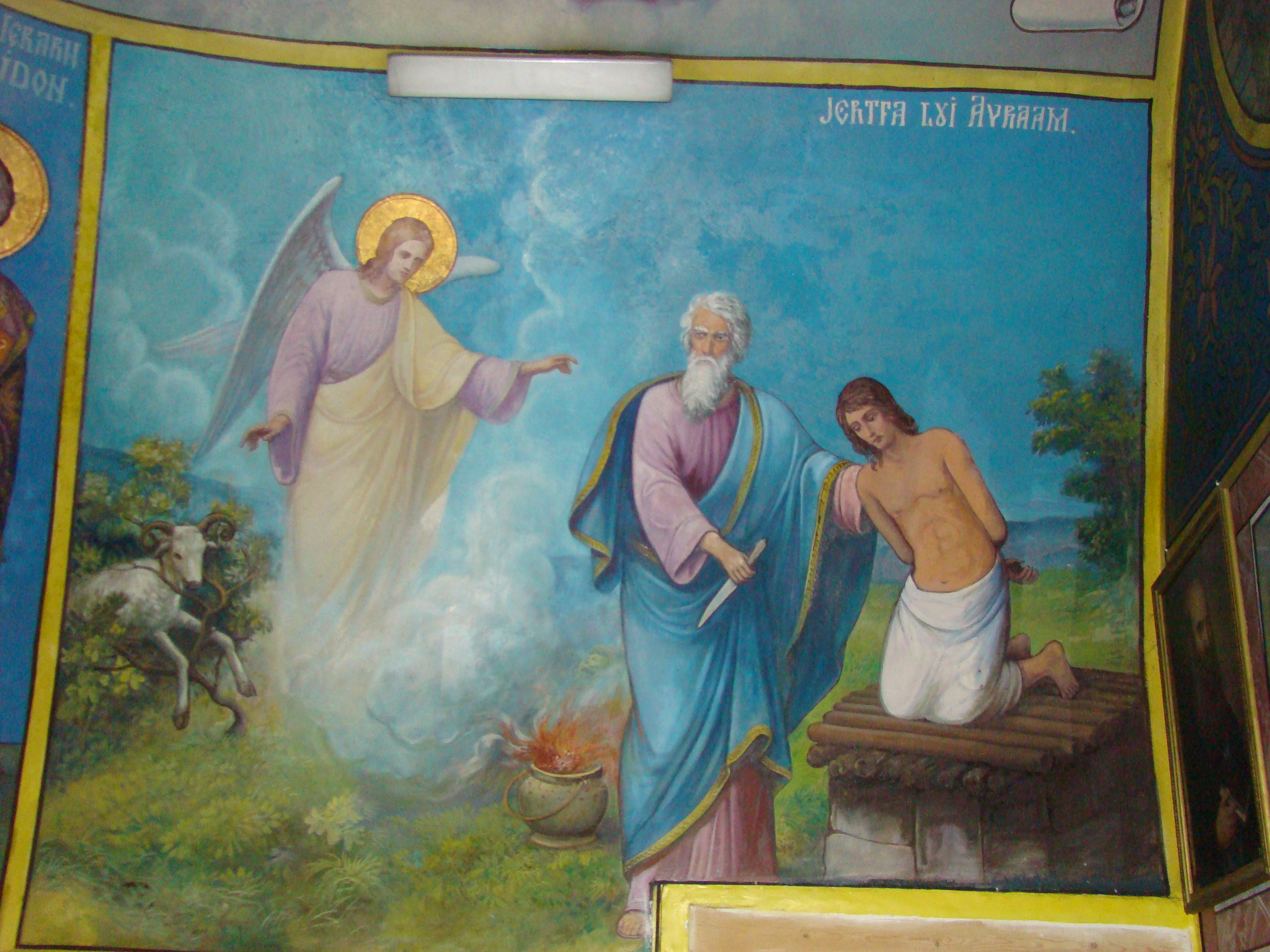
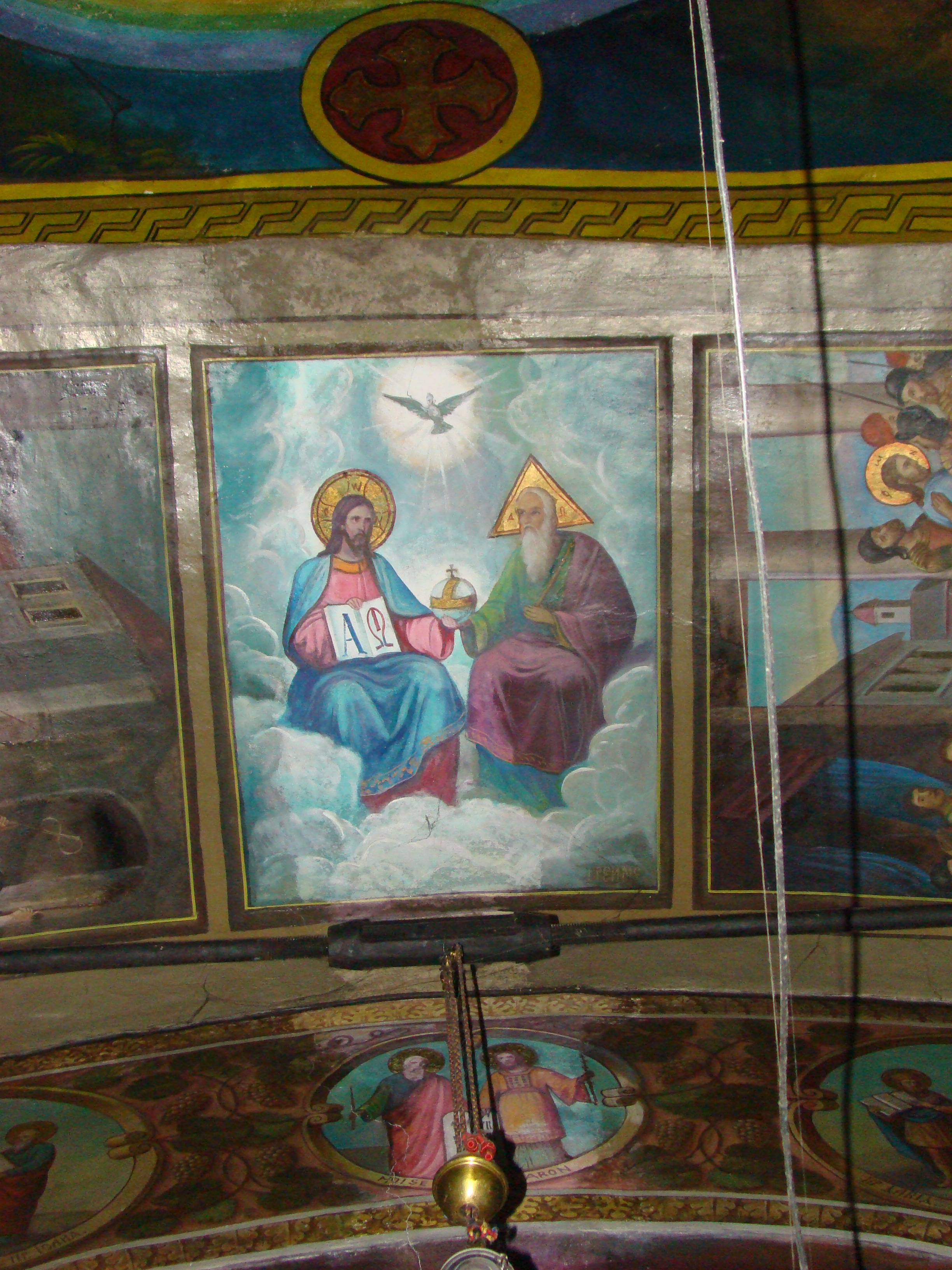
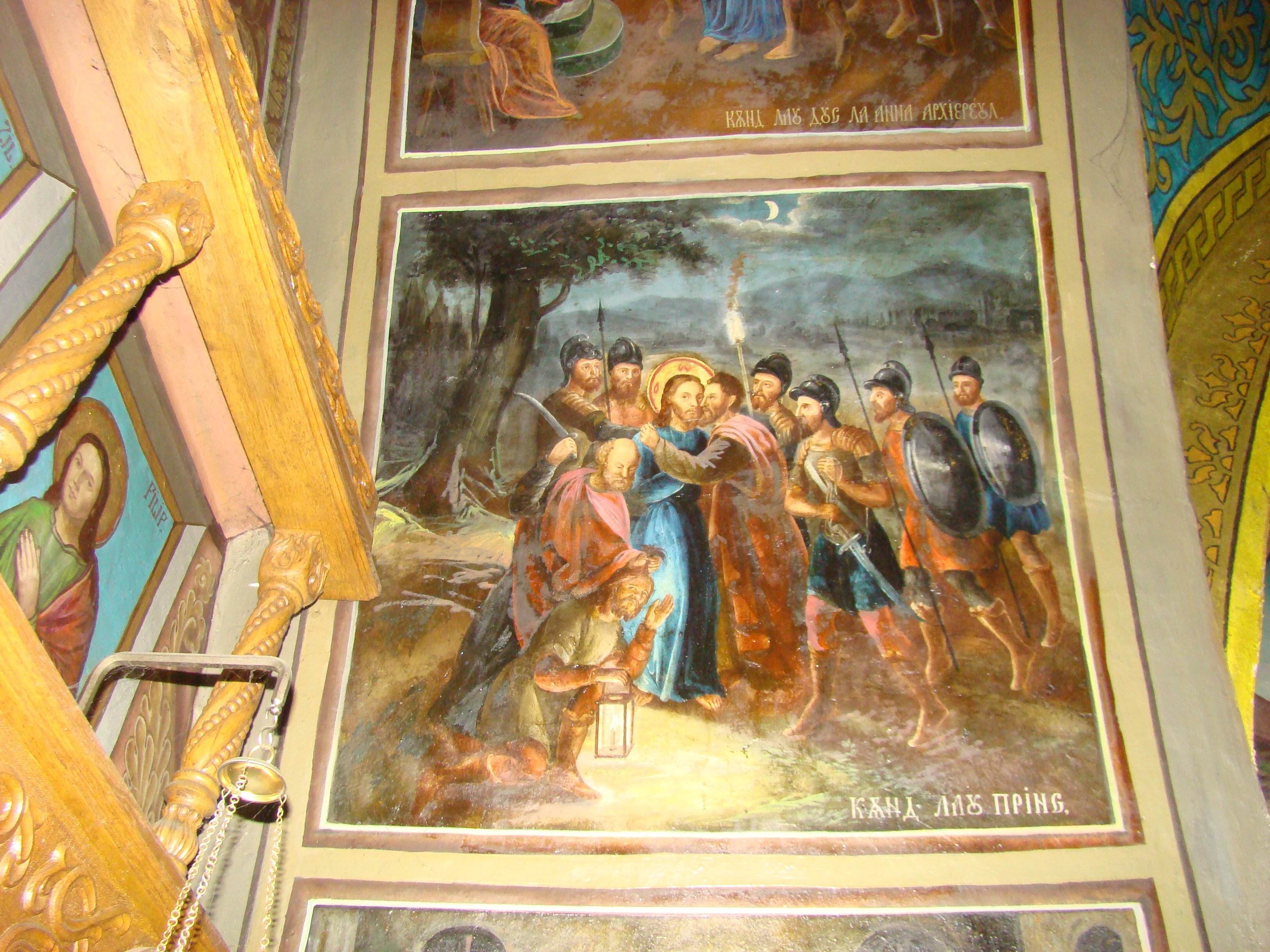
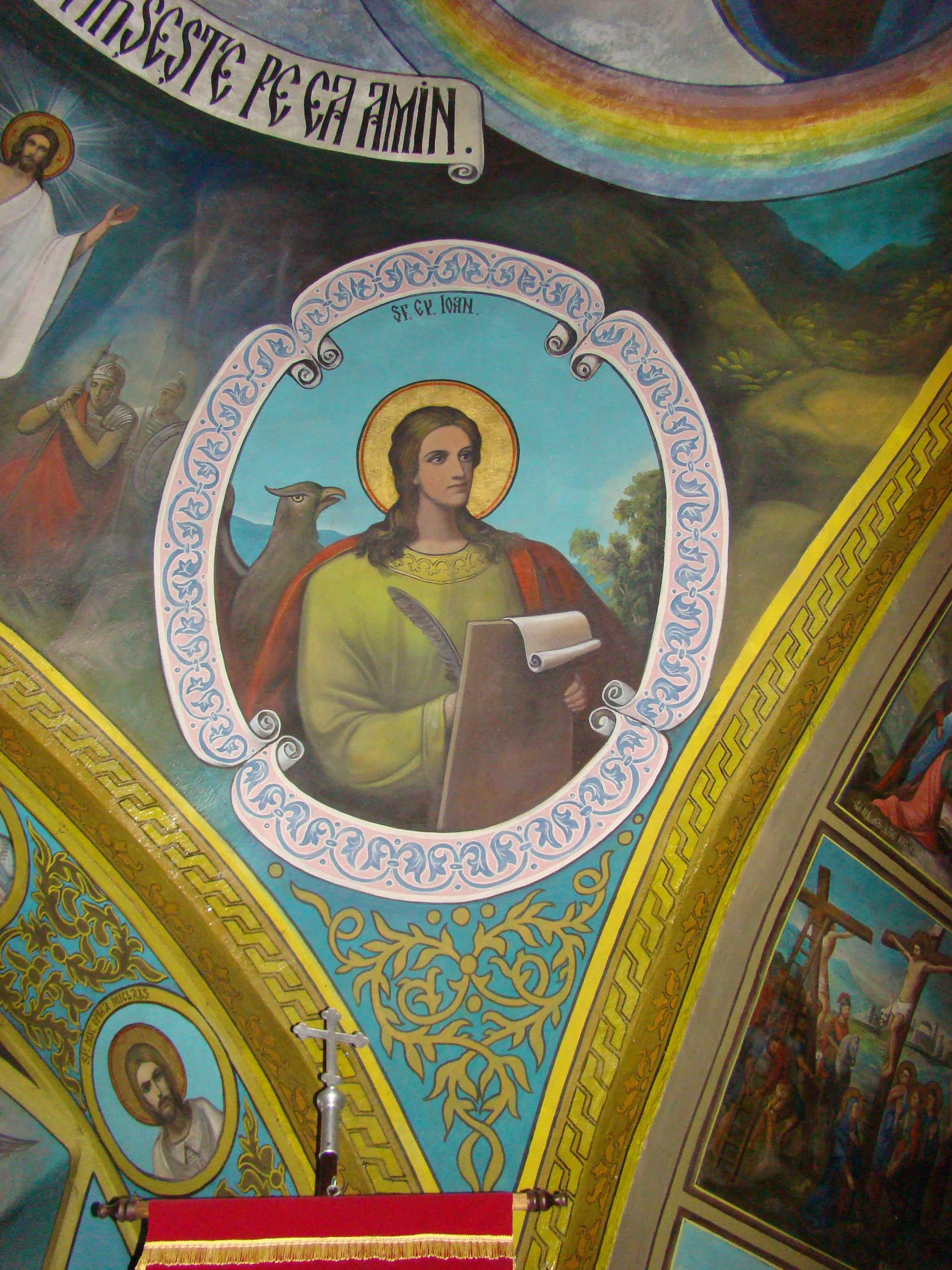
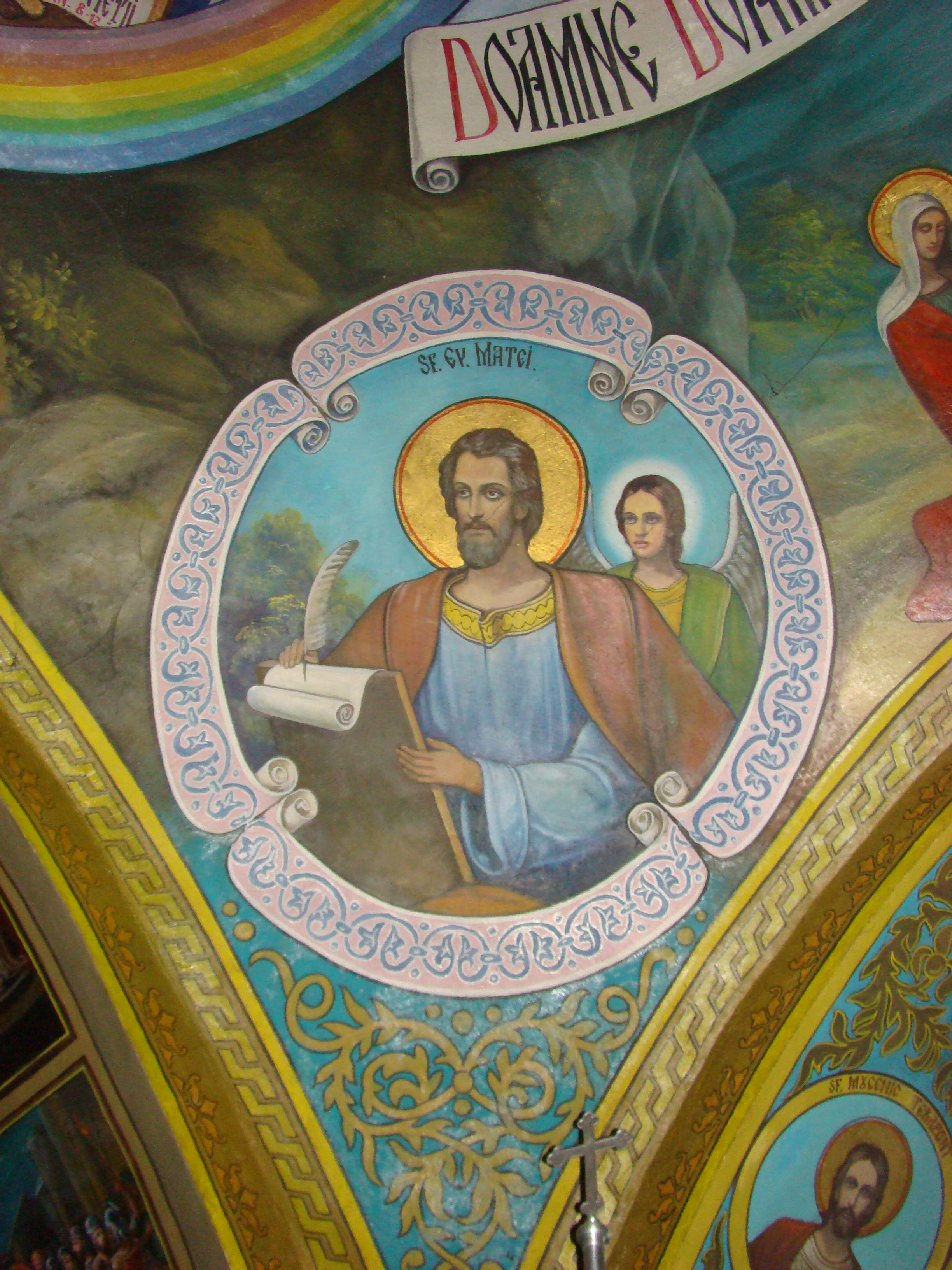
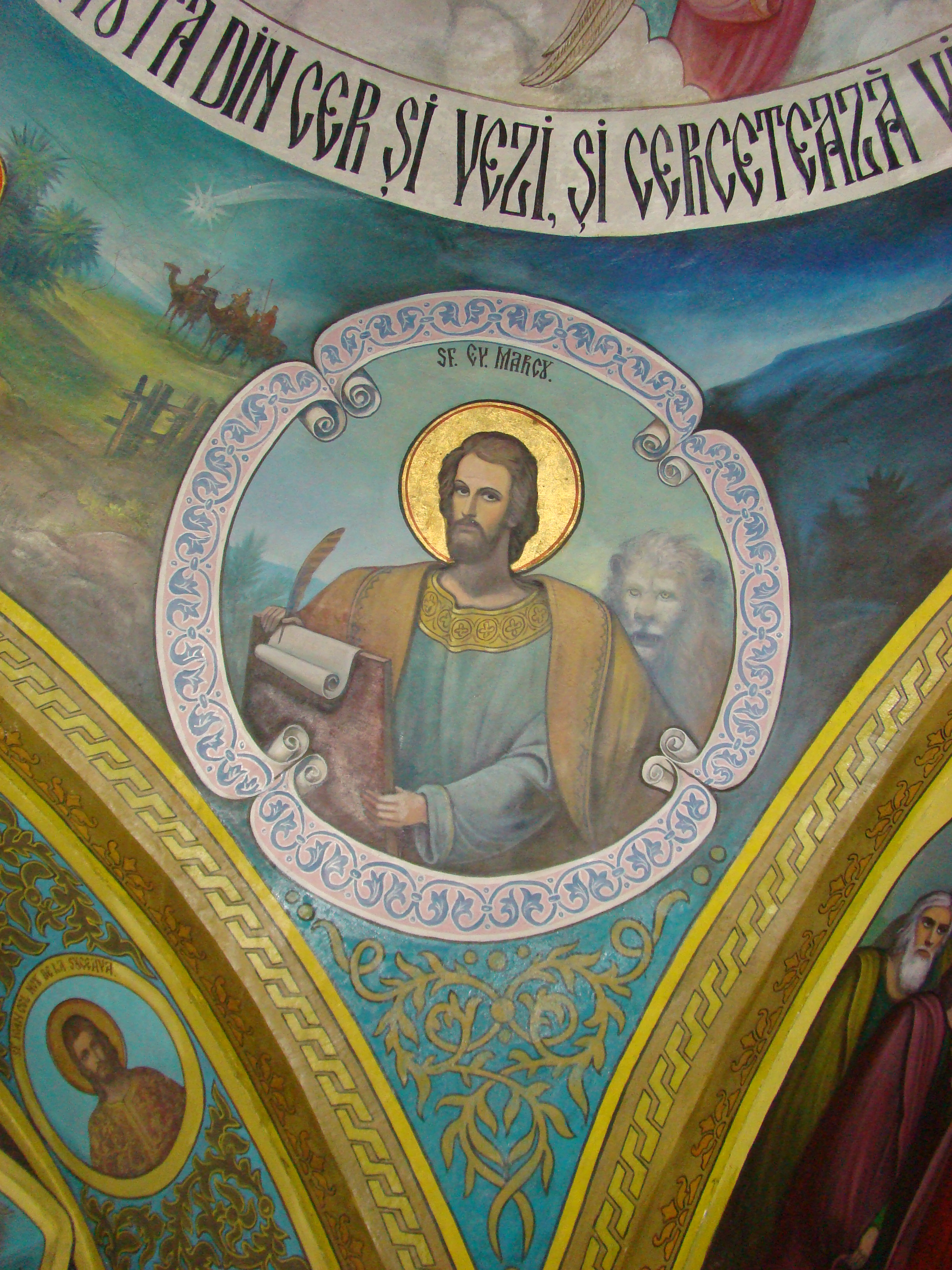
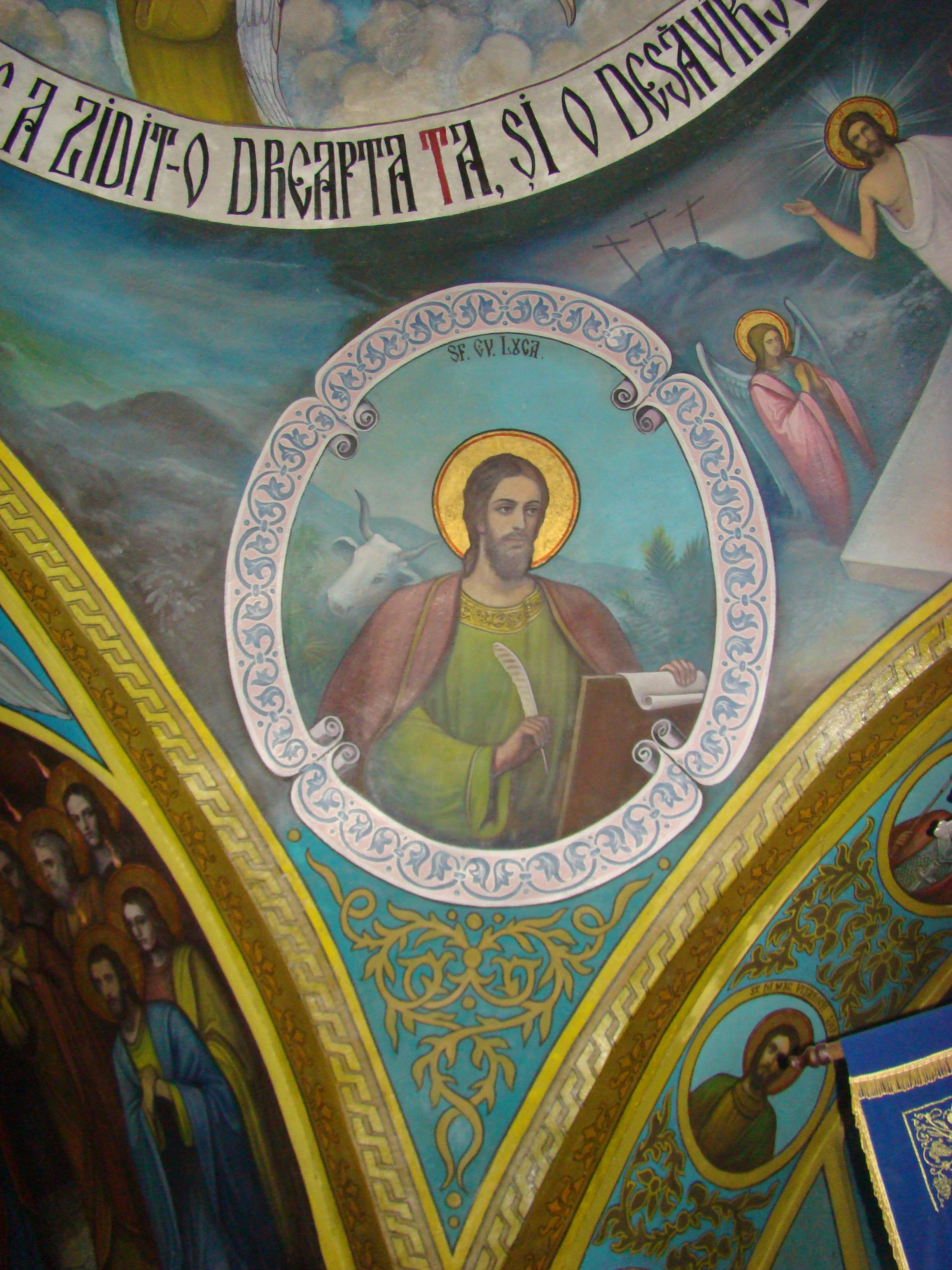
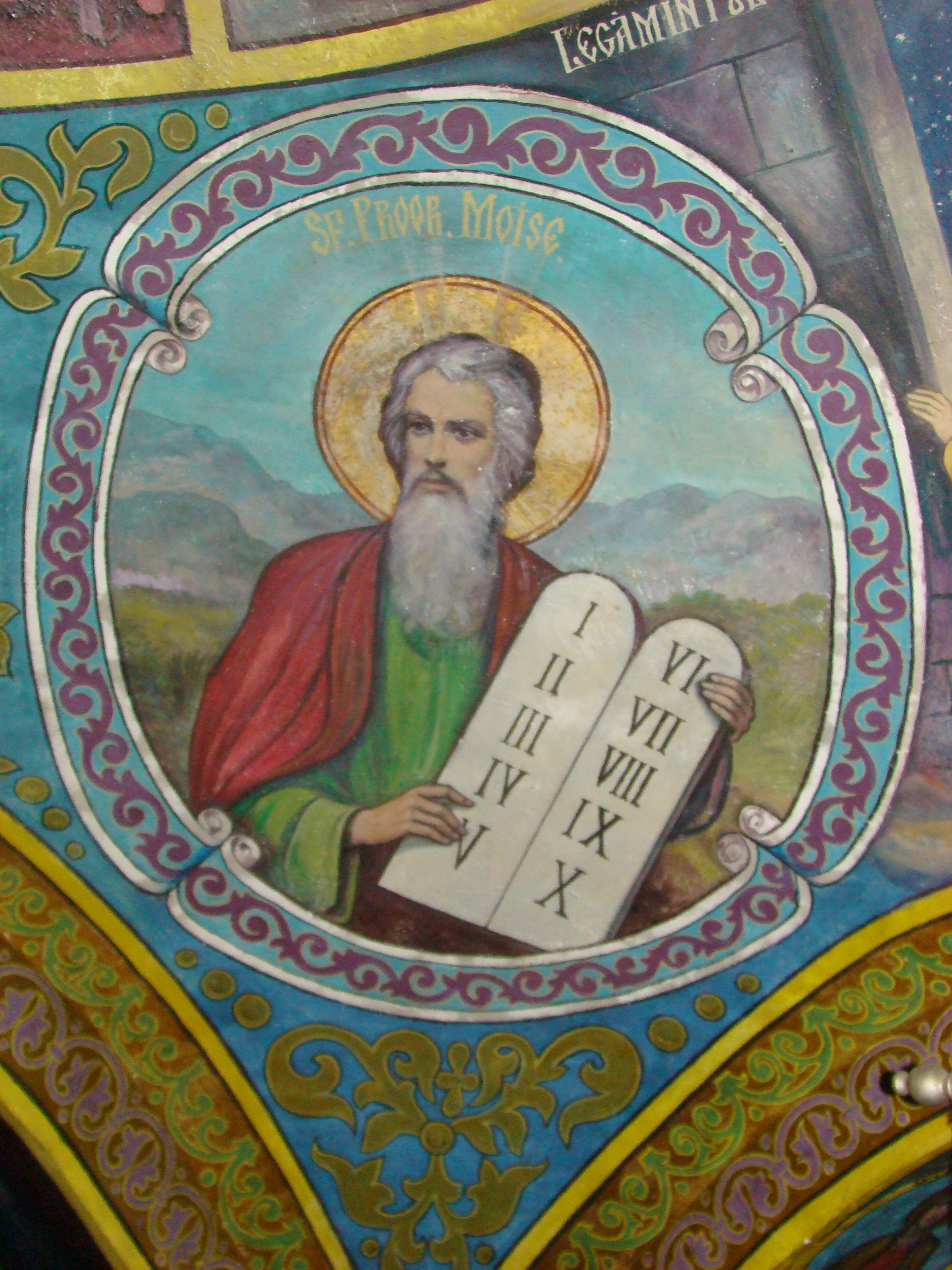
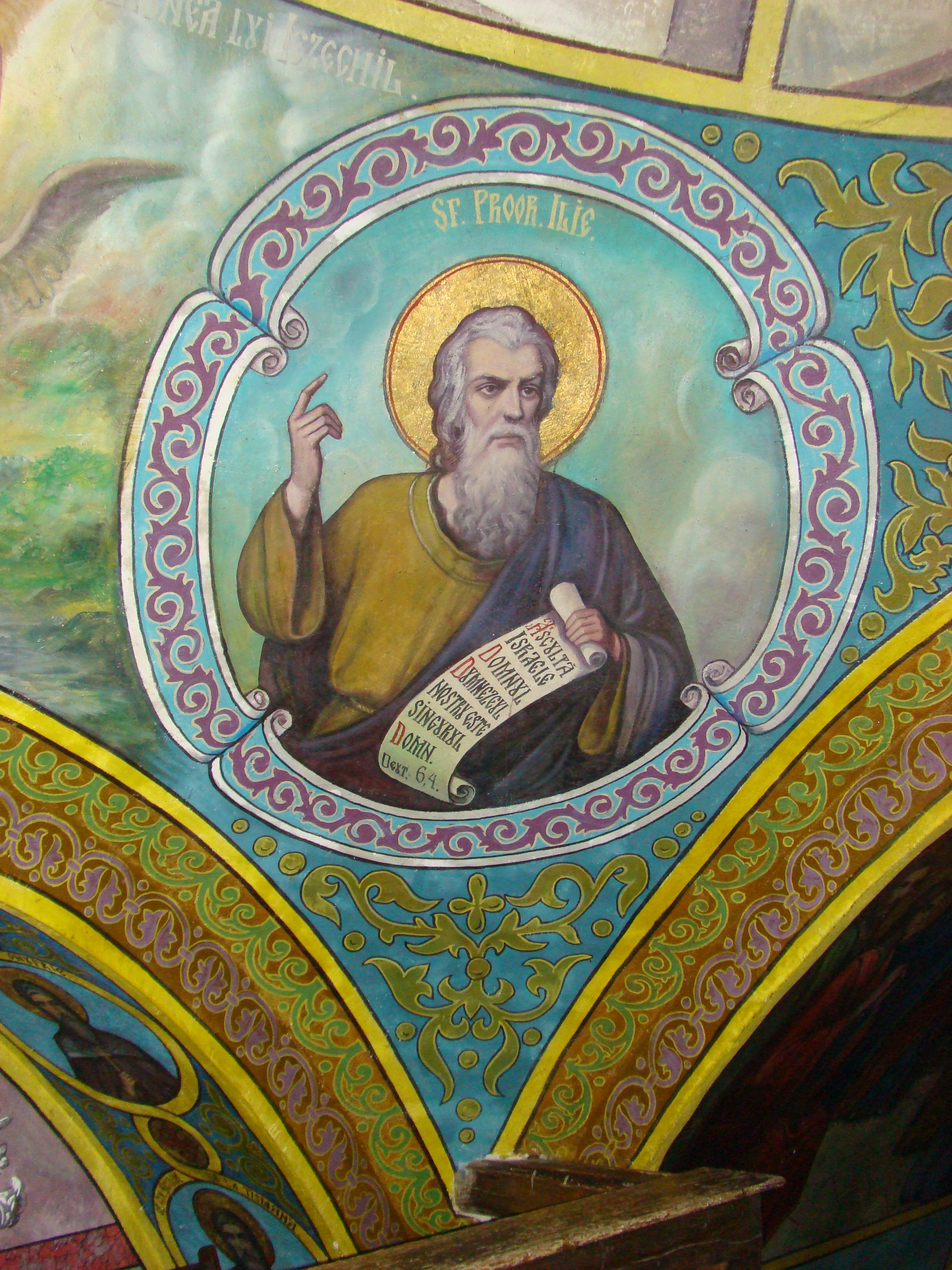
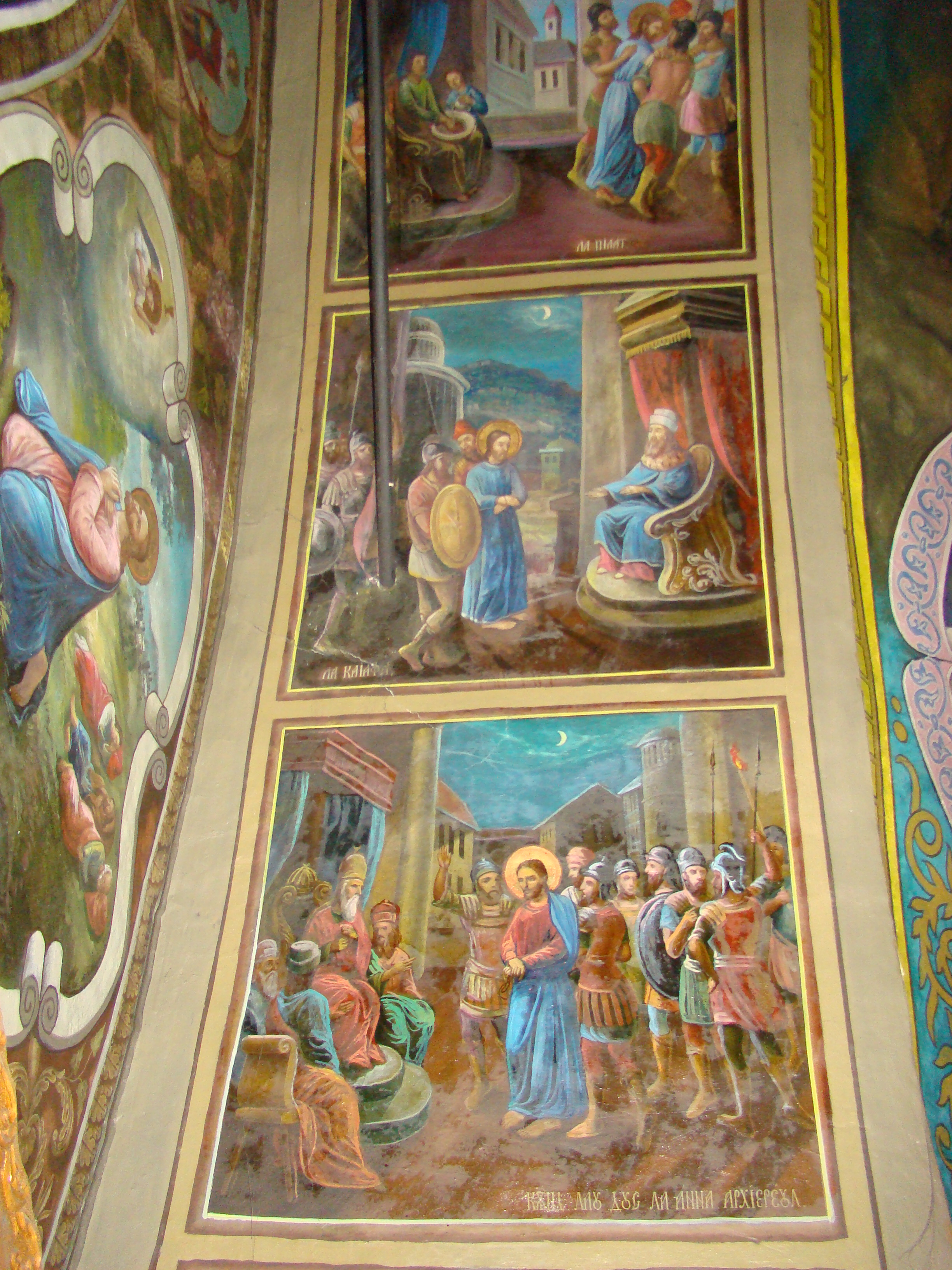
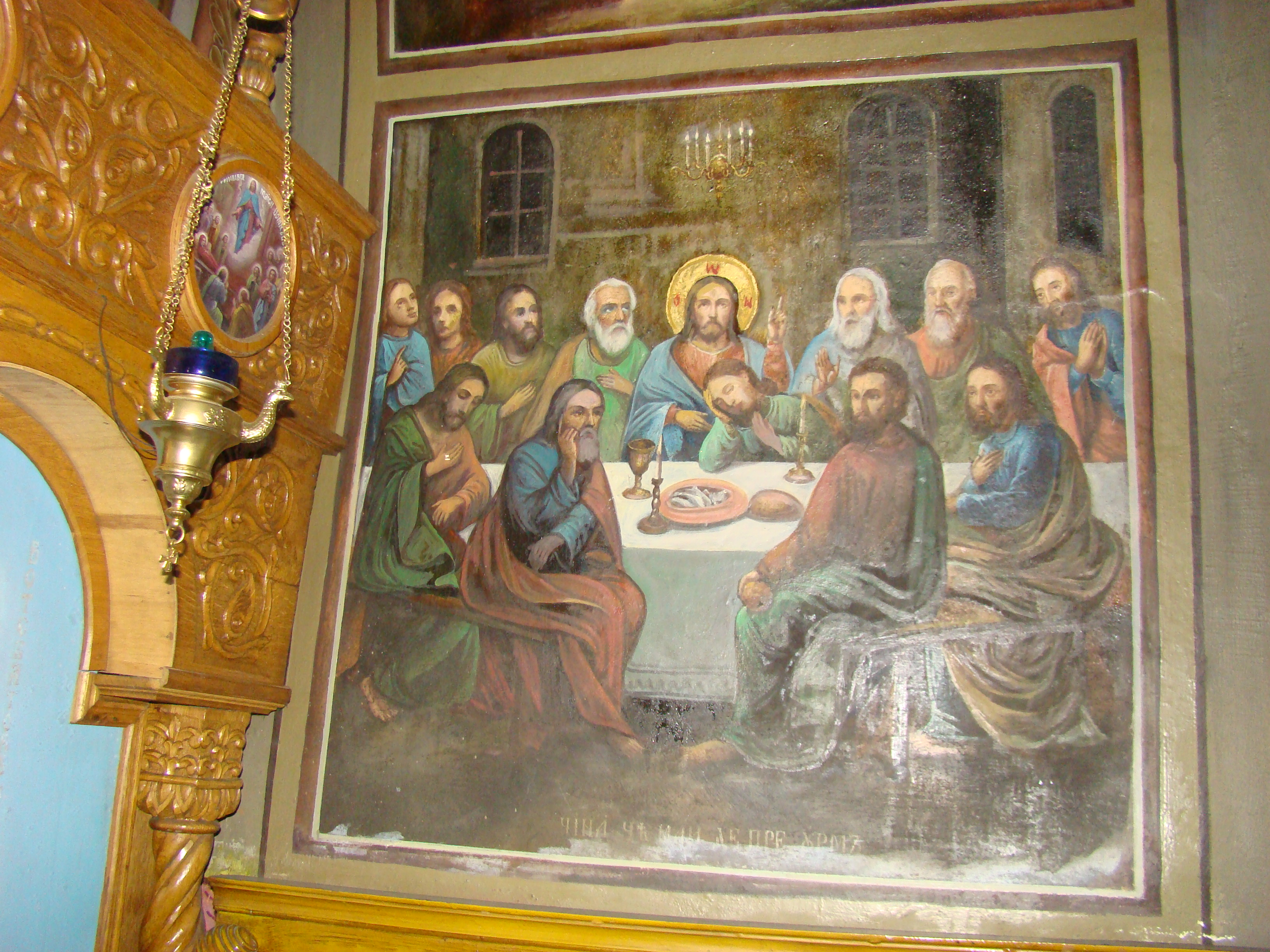
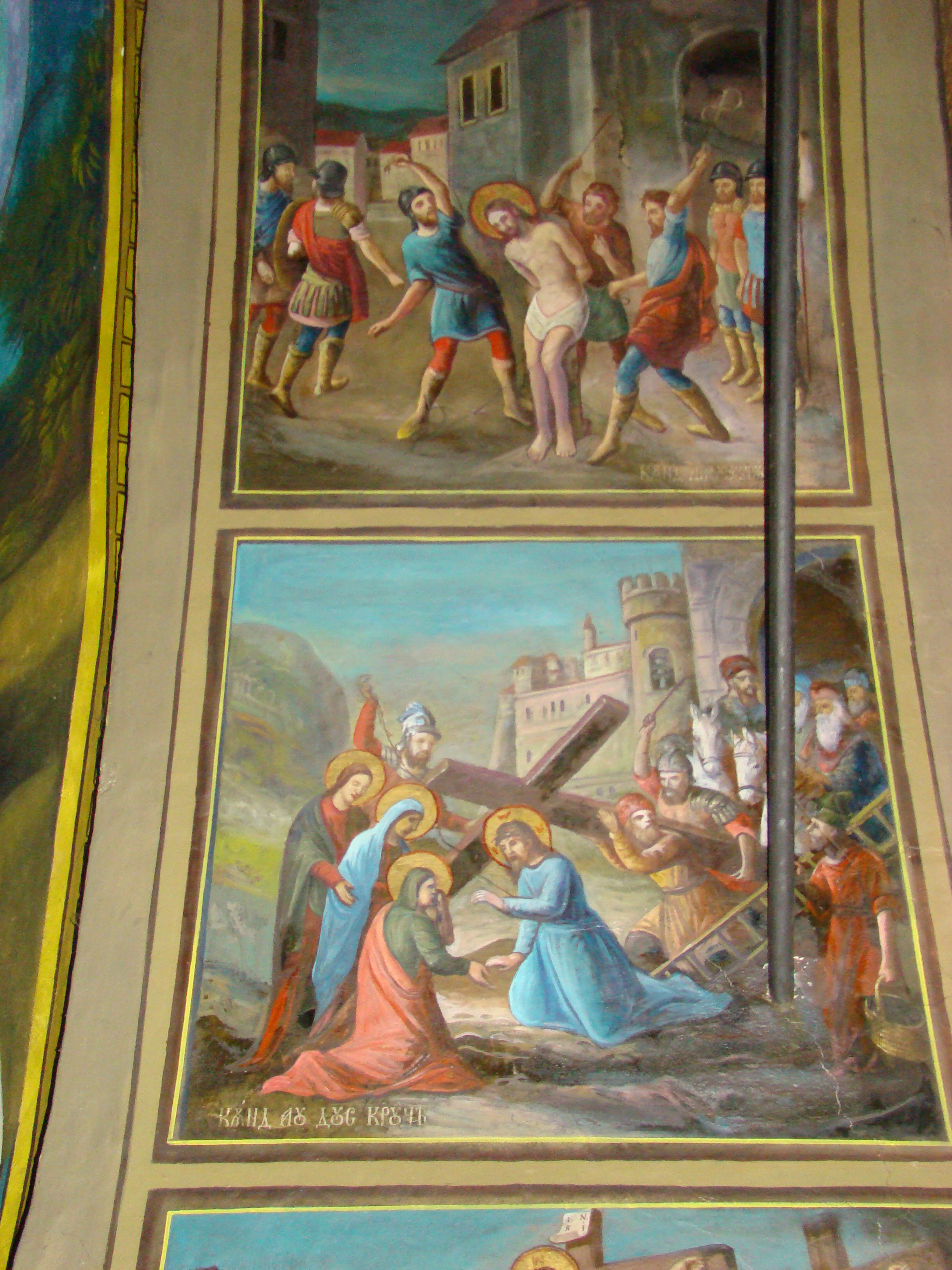
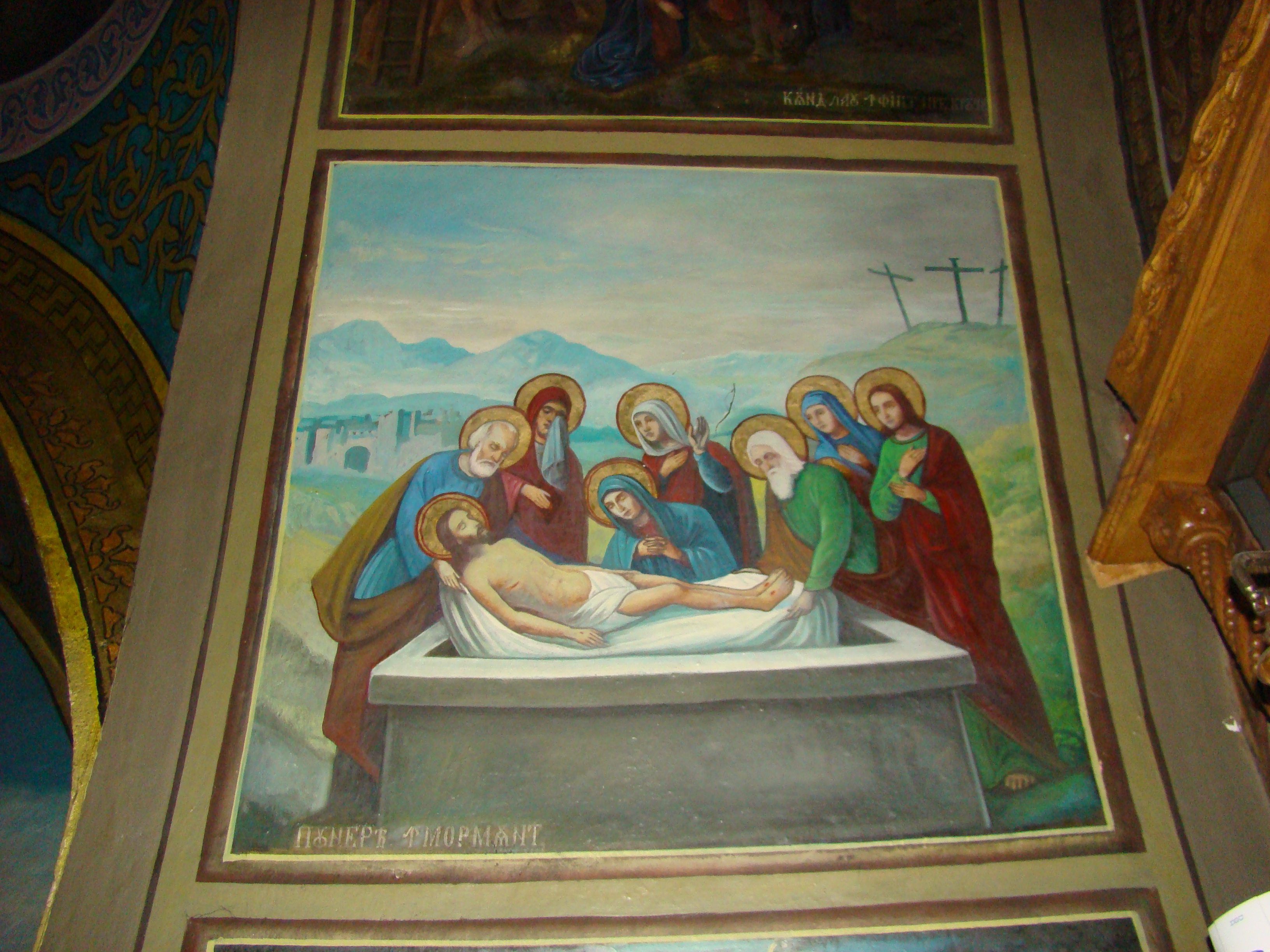
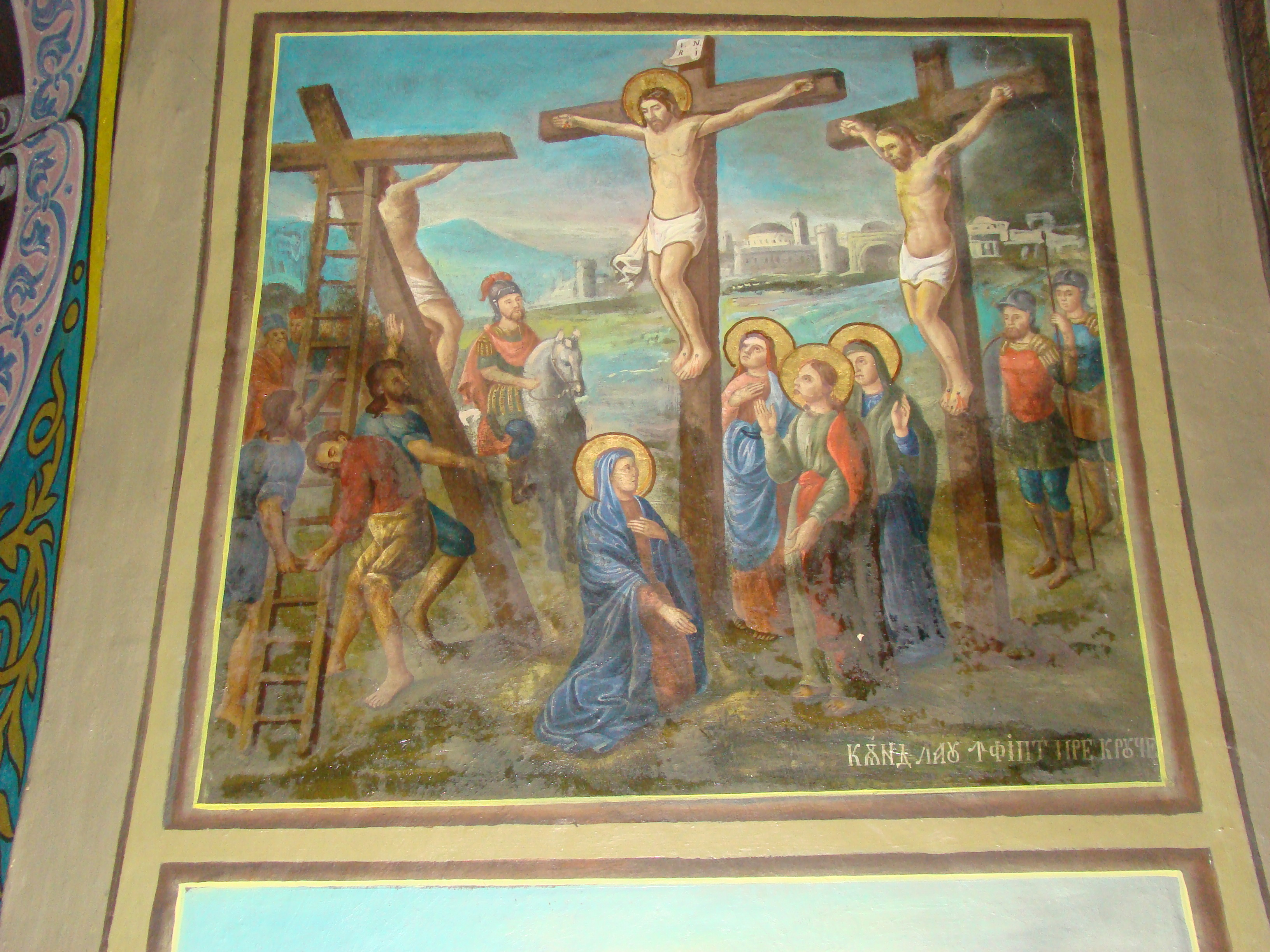
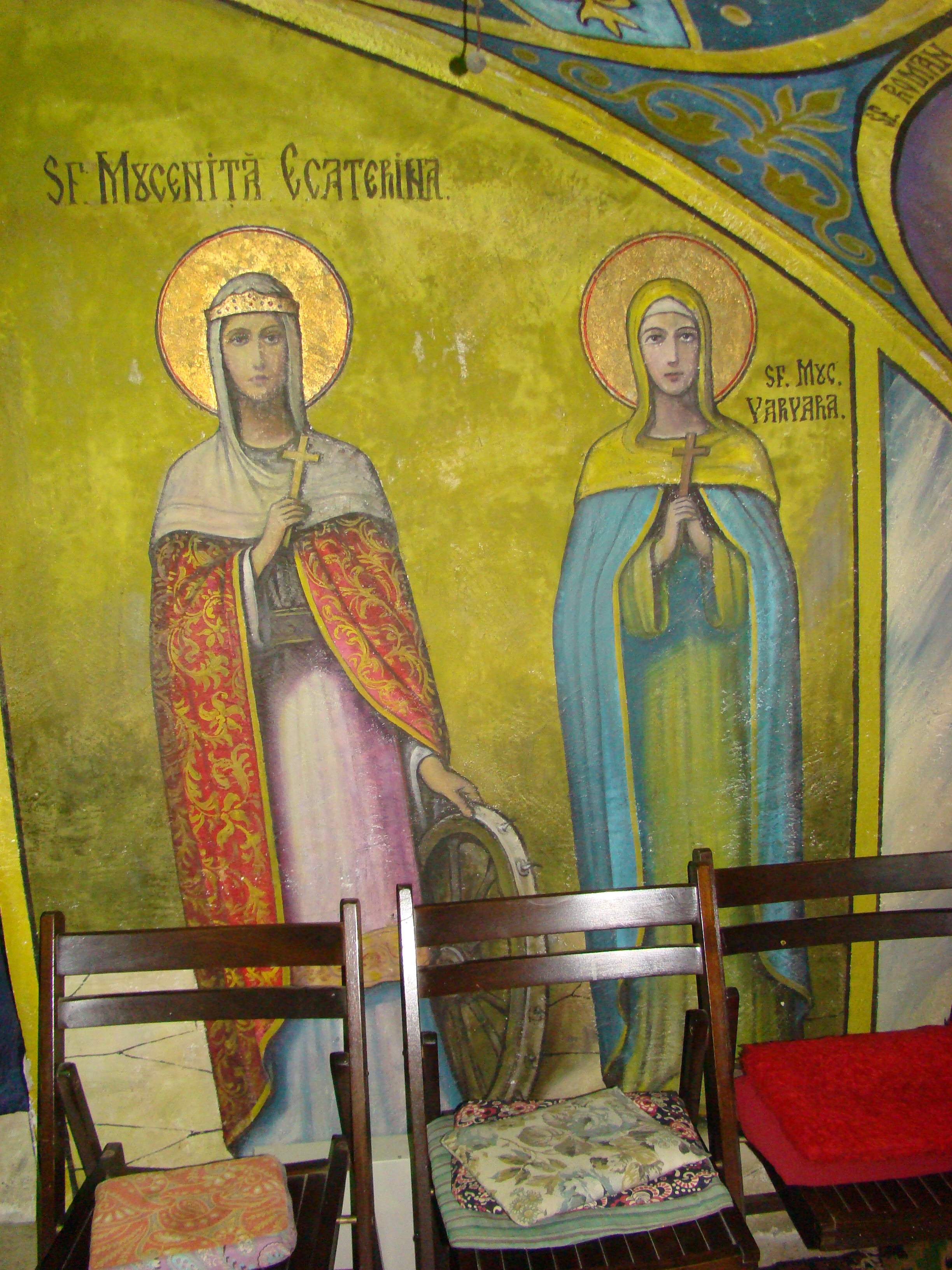
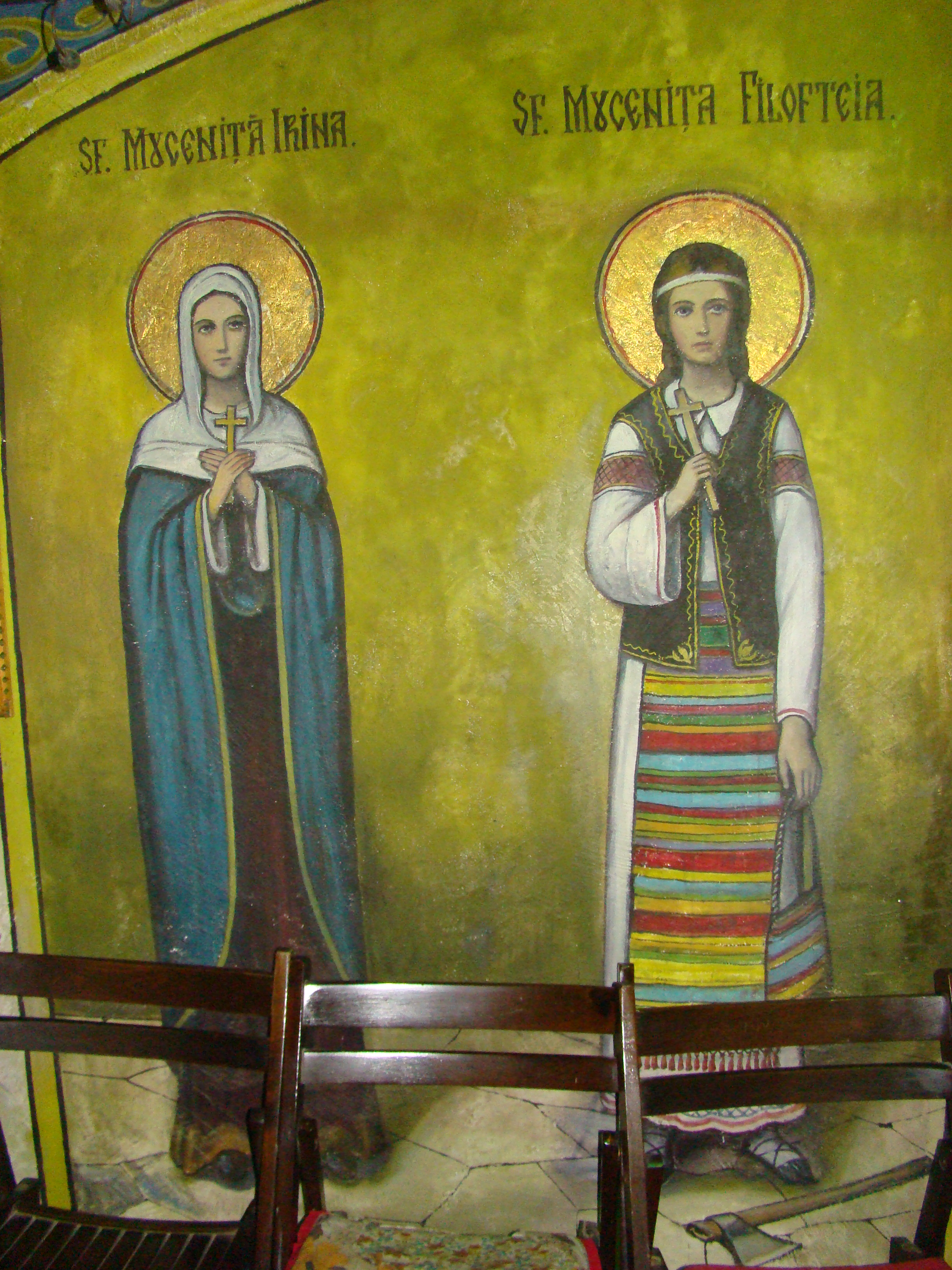
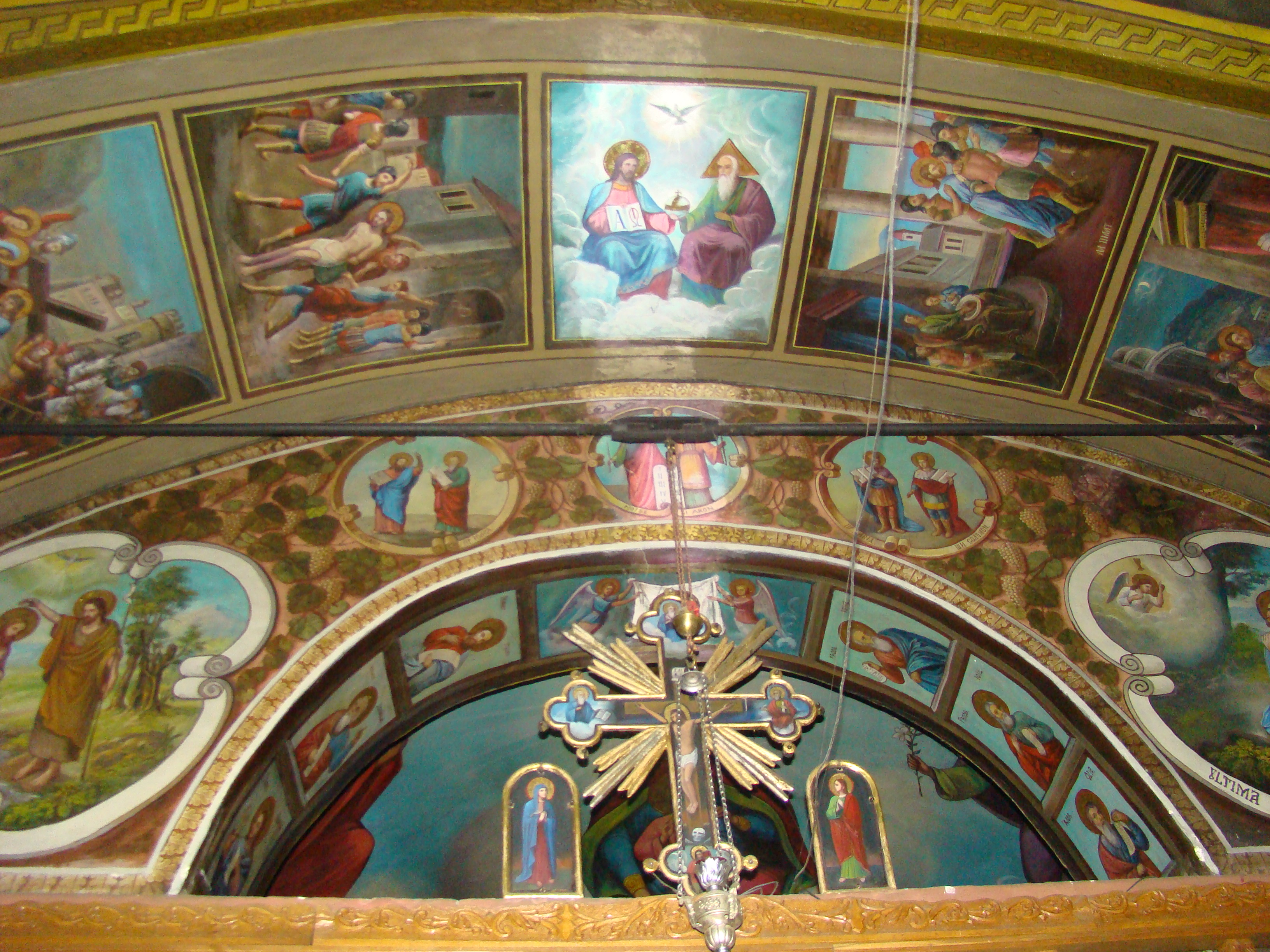
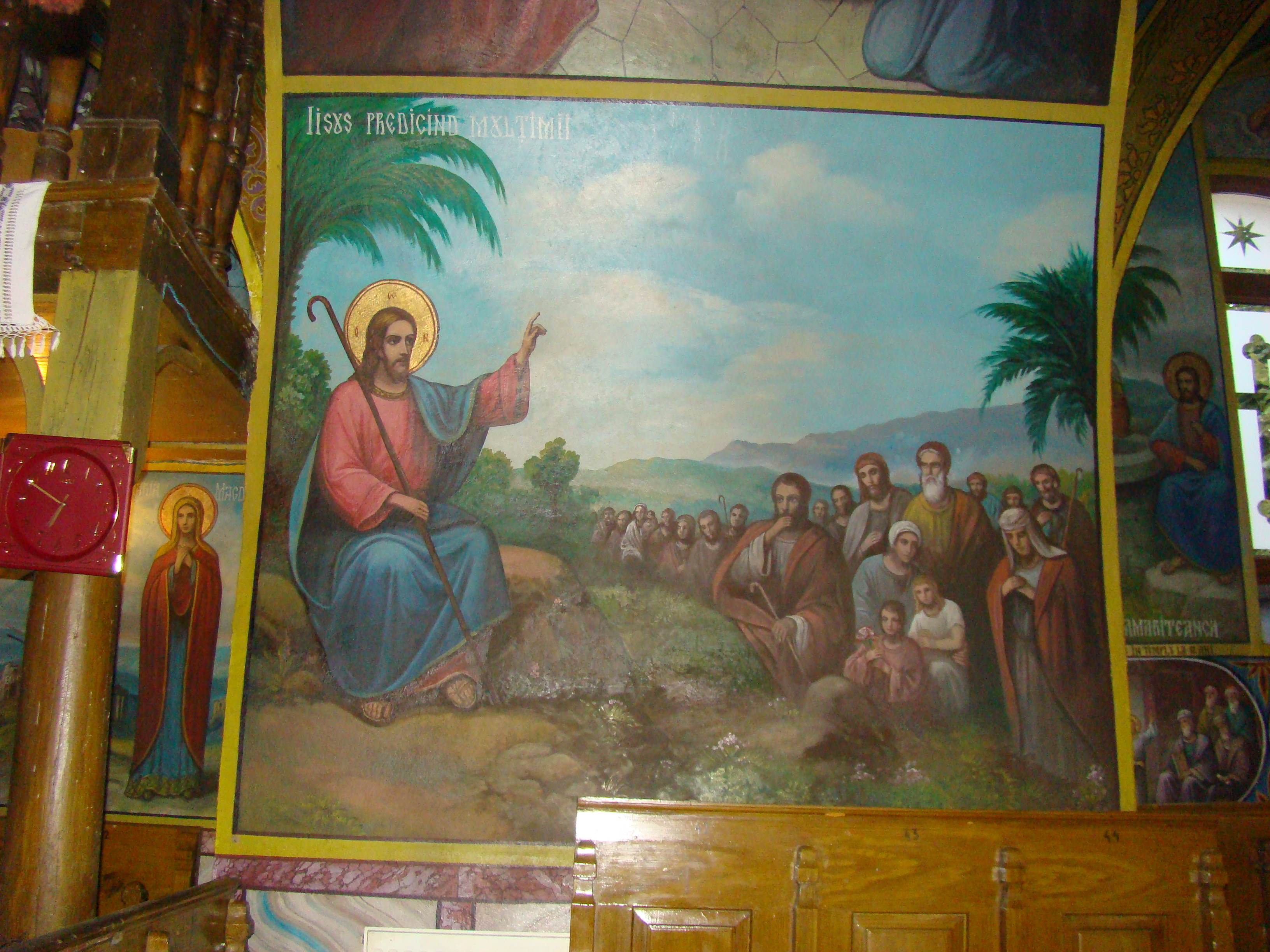
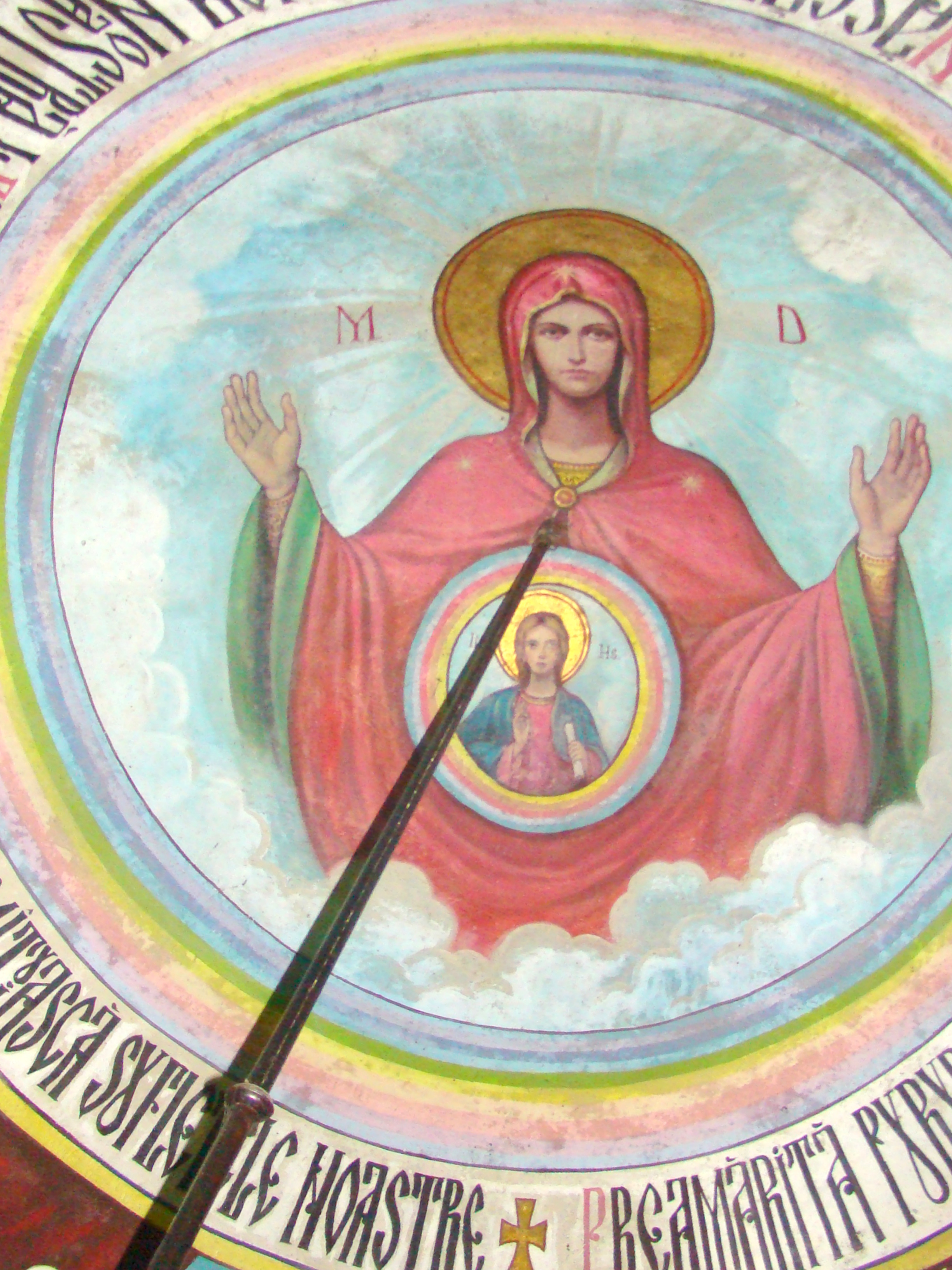
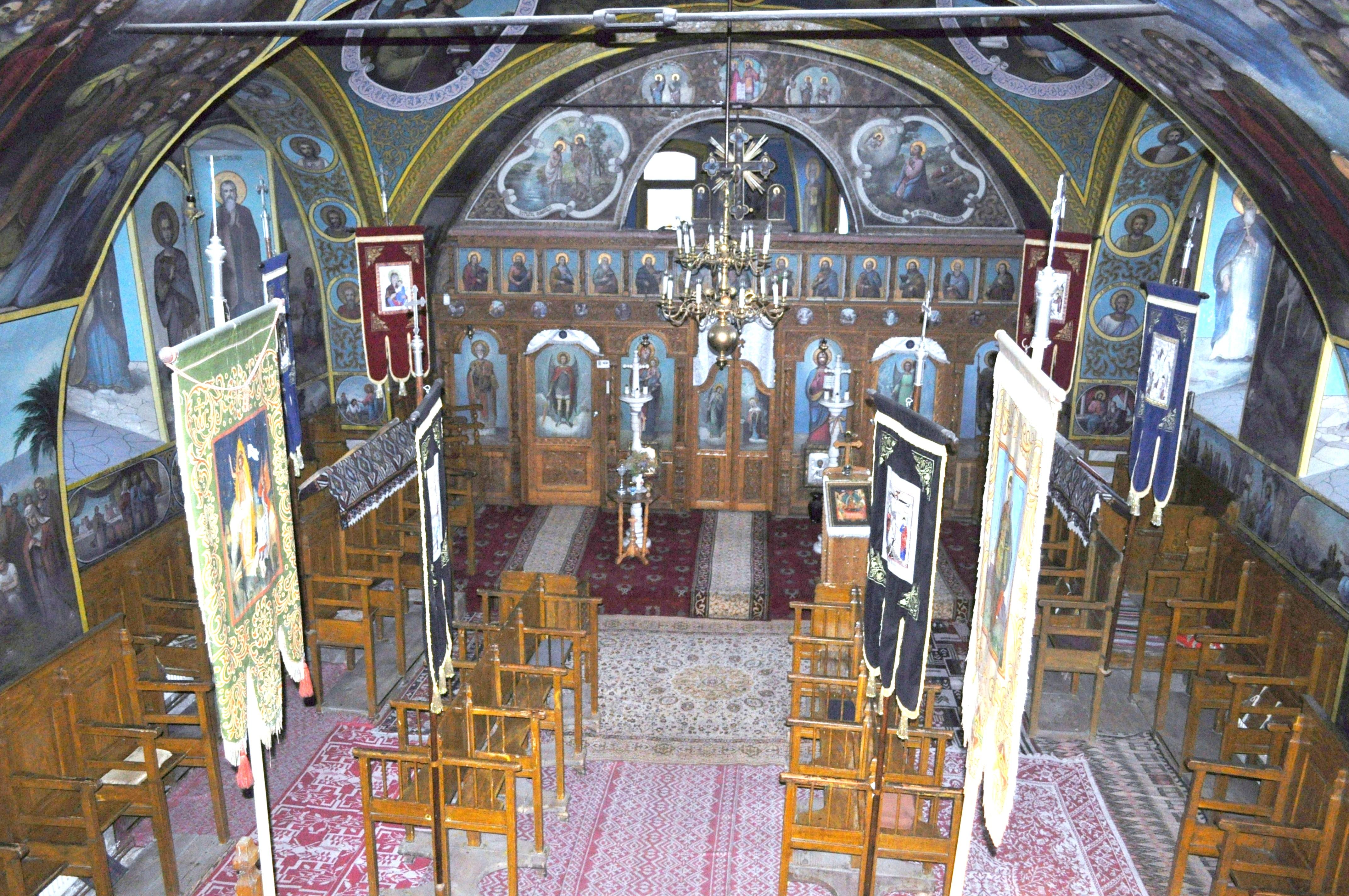
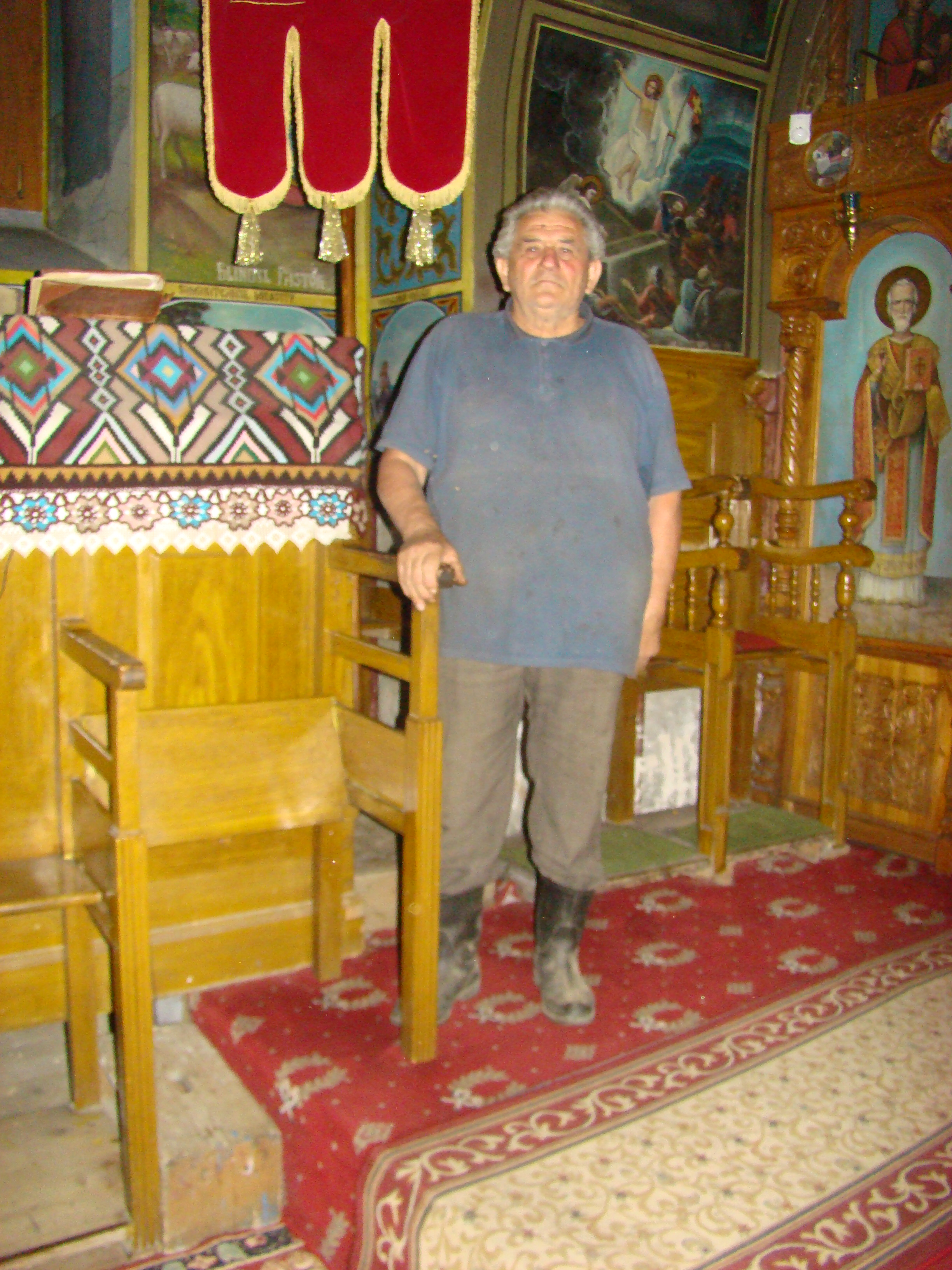
Sfătul Onița Gheorghe